# Sarah Bernhardt
Pour les articles homonymes, voir Bernhardt, Bernard et Sarah Bernhardt (Lucky Luke).
Ne doit pas être confondu avec Sandra Bernhard ou Sarah Bertrand.
Répertoire
- La Tosca de Victorien Sardou
- L'Aiglon d'Edmond Rostand
- La Dame aux camélias d'Alexandre Dumas fils
- Lorenzaccio d'Alfred de Musset
- Phèdre de Racine
- Hamlet de Shakespeare
- Ruy Blas de Victor Hugo

Sarah Bernhardt, née le 22 octobre 1844 à Paris et morte le 26 mars 1923 à Paris 17e, est une comédienne, peintre et sculptrice française. Elle est considérée comme une des plus importantes actrices françaises du XIXe et du début du XXe siècle.
Appelée par Victor Hugo « la Voix d'or », mais aussi par d'autres « la Divine » ou encore « l'Impératrice du théâtre », elle est considérée comme l'une des plus grandes tragédiennes françaises du XIXe siècle. Première « étoile » internationale, elle est la première comédienne à avoir fait des tournées triomphales sur les cinq continents, Jean Cocteau inventant pour elle l'expression de « monstre sacré ».

## Biographie

### Naissance

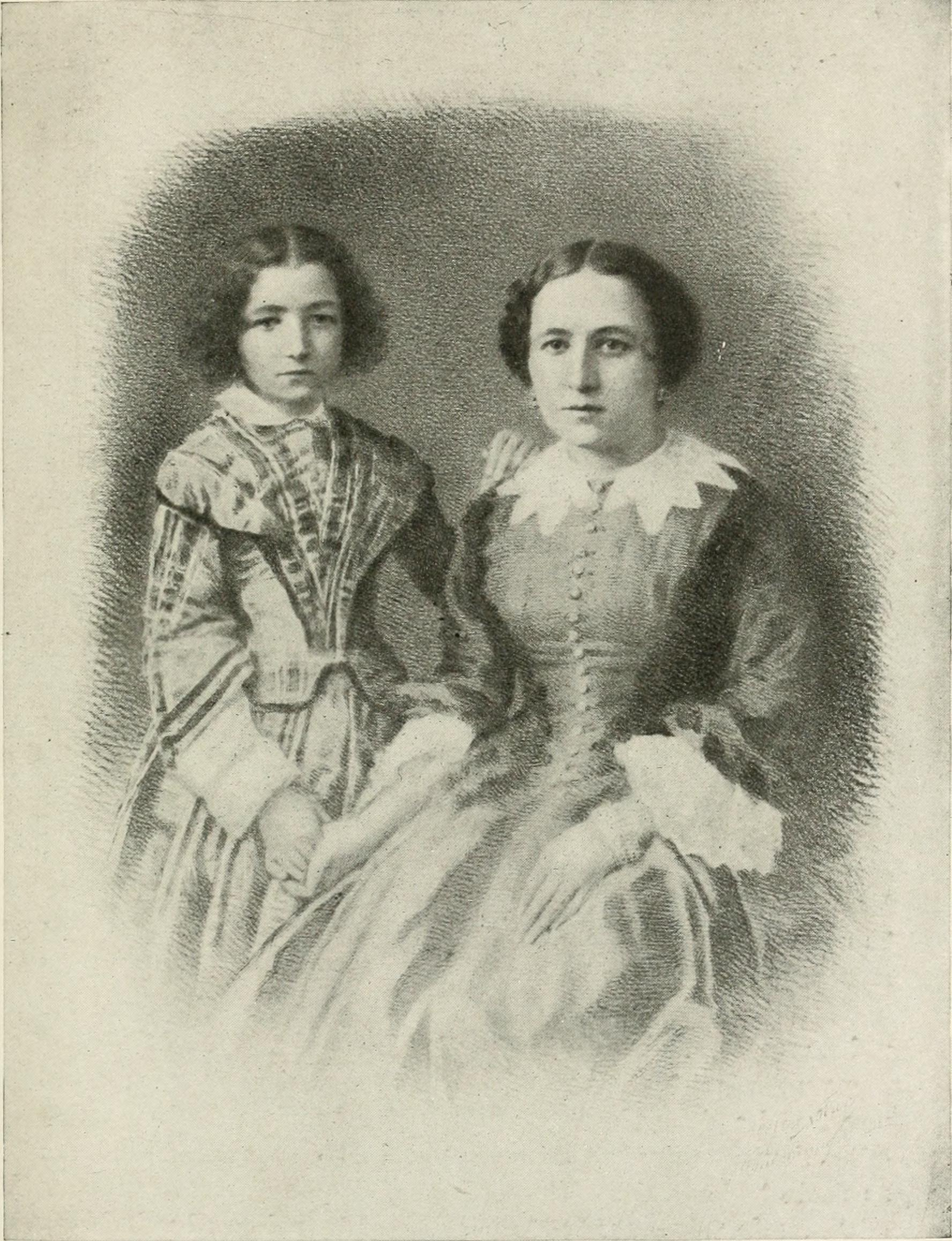
Sarah Bernhardt et sa mère.

Sarah Bernhardt naît le 22 octobre 1844 à Paris, au domicile de la sage-femme Charlotte Clémence Collé, situé au 5, place de l'École-de-Médecine (ancien 11e arrondissement), emplacement disparu vers la fin du XIXe siècle avec la construction de l'École pratique de médecine.

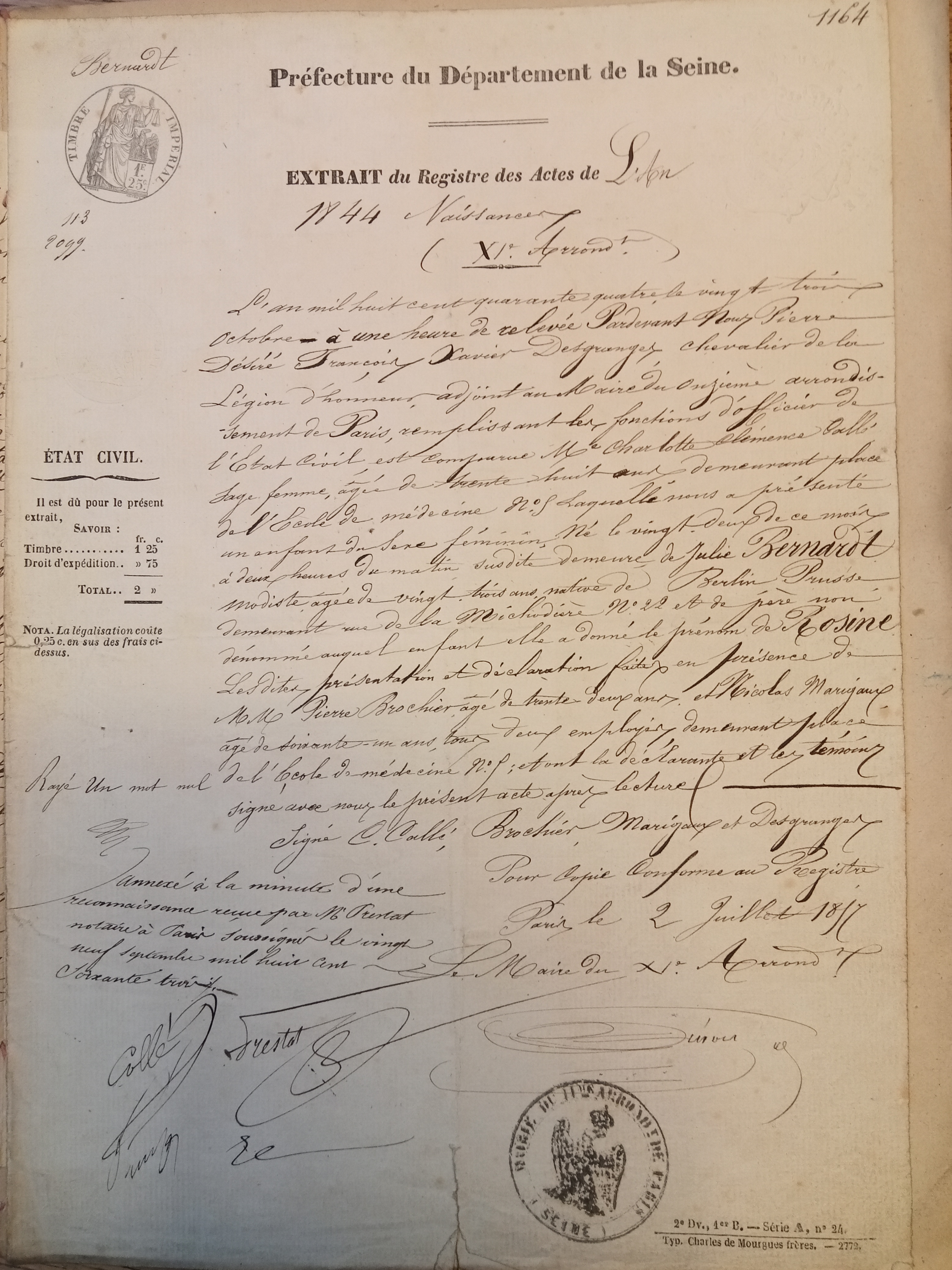
Copie conforme, datée de 1857, de l'acte de naissance de Sarah (Archives nationales).

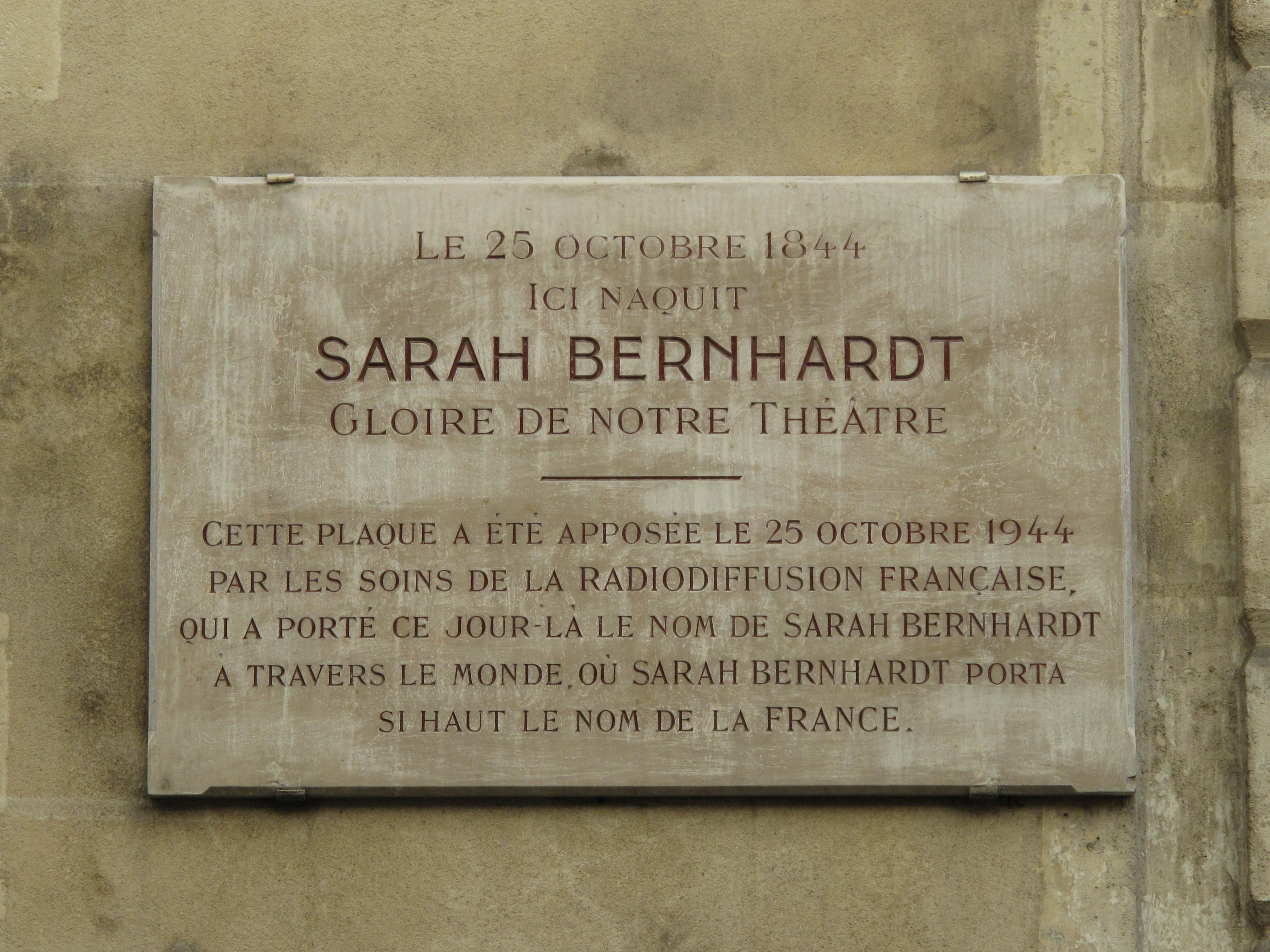
Plaque commémorative (erronée) au 5, rue de l'École-de-Médecine à Paris.

Sa mère, Judith-Julie Van Hard (1821-1876), surnommée « Youle » (diminutif allemand de Julie),,, est une jeune Juive d'Amsterdam, fille d'un marchand de spectacles itinérant hollandais et d'une mère allemande ; elle exerce d'abord le métier de modiste au Havre, puis devient courtisane à Paris, adoptant finalement le nom de Julie Bernhardt.
Son père, Édouard Viel (1819-1857), est un avoué havrais, bel homme et grand séducteur, emprisonné en 1855 pour malversations financières, qui meurt peu après à Pise. Sarah ayant toujours caché l’identité de son père, celle-ci reste longtemps ignorée du public bien que quelques journalistes contemporains fassent allusion au « beau V. » ou évoquent une ascendance normande.
Ces indices ont permis d'établir définitivement en 2022 les origines de l'actrice grâce à la redécouverte d'un extrait de naissance datant de 1857, un document sollicité par sa mère à la mort d’Édouard, dans l'espoir d'obtenir un legs pour sa fille.
Longtemps incertaine du fait de la destruction en 1871 des archives de l'état civil, la date de naissance de Sarah Bernhardt a été longuement débattue et même été fixée de façon erronée au 25 octobre 1844 sur une plaque commémorative apposée rue de l'École-de-Médecine. On a également évoqué la rue Saint-Honoré — au 32 ou au 265 — ou encore le 22, rue de La Michodière.
Pour prouver sa nationalité française et obtenir la Légion d'honneur en 1914, Sarah avait fait établir par décision de justice, le 23 janvier 1914, un acte de naissance rétrospectif basé sur son certificat de baptême, document aujourd'hui reconnu comme comportant plusieurs erreurs. Baptisée à Versailles en 1856, elle reçoit les prénoms de Sara Marie Henriette.

### Enfance
Sarah Bernhardt a au moins trois sœurs et souffre longtemps de la préférence de sa mère pour sa jeune sœur Jeanne-Rosine, également comédienne. Délaissée par Youle qui choisit la vie mondaine à Paris, elle passe une petite enfance solitaire chez une nourrice à Quimperlé où elle ne parle que le breton. Puis en 1853, elle est envoyée en pension au couvent du Grandchamp à Versailles, où elle étudie jusqu'en 1858. Elle y devient mystique catholique. Elle y joue son premier rôle, un ange dans un spectacle religieux,. Elle y organise sa conversion à la religion catholique, reçoit le baptême chrétien en 1856 et envisage de devenir religieuse.
Pendant son séjour au couvent, elle est atteinte d'une pleurésie qui la laisse entre la vie et la mort pendant 23 jours selon ses Mémoires. Cette épreuve lui donne le goût du macabre, tant sur la scène que dans la vie privée, d'où sa propension à l'âge adulte à s'entourer de memento mori qui nourrissent ses méditations morbides. Elle rentre en juin 1859 en convalescence à Paris, chez sa mère qui engage une gouvernante, Mlle de Brabender, pour parfaire l'éducation de Sarah. L'amant de Youle, le duc de Morny, suggère lors d'un conseil de famille, de mettre Sarah au Conservatoire malgré la volonté de l'adolescente de retourner au couvent et d'y prononcer ses vœux. Le soir même de ce conseil, son parrain et sa mère l'envoient assister à une pièce au Théâtre-Français dans la loge ducale. Elle découvre sa vocation de comédienne à cette occasion.
C'est alors que son nom aurait été francisé en « Bernard ». Elle quitte vers 14 ans la vie monacale et passe le concours du Conservatoire où elle est reçue. « Tout le monde m'avait donné des conseils. Personne ne m'avait donné un conseil. On n'avait pas songé à me prendre un professeur pour me préparer ».
Elle prend aussi des leçons d'escrime dont elle tirera profit dans ses rôles masculins comme Hamlet.

### Débuts et engagement à la Comédie-Française

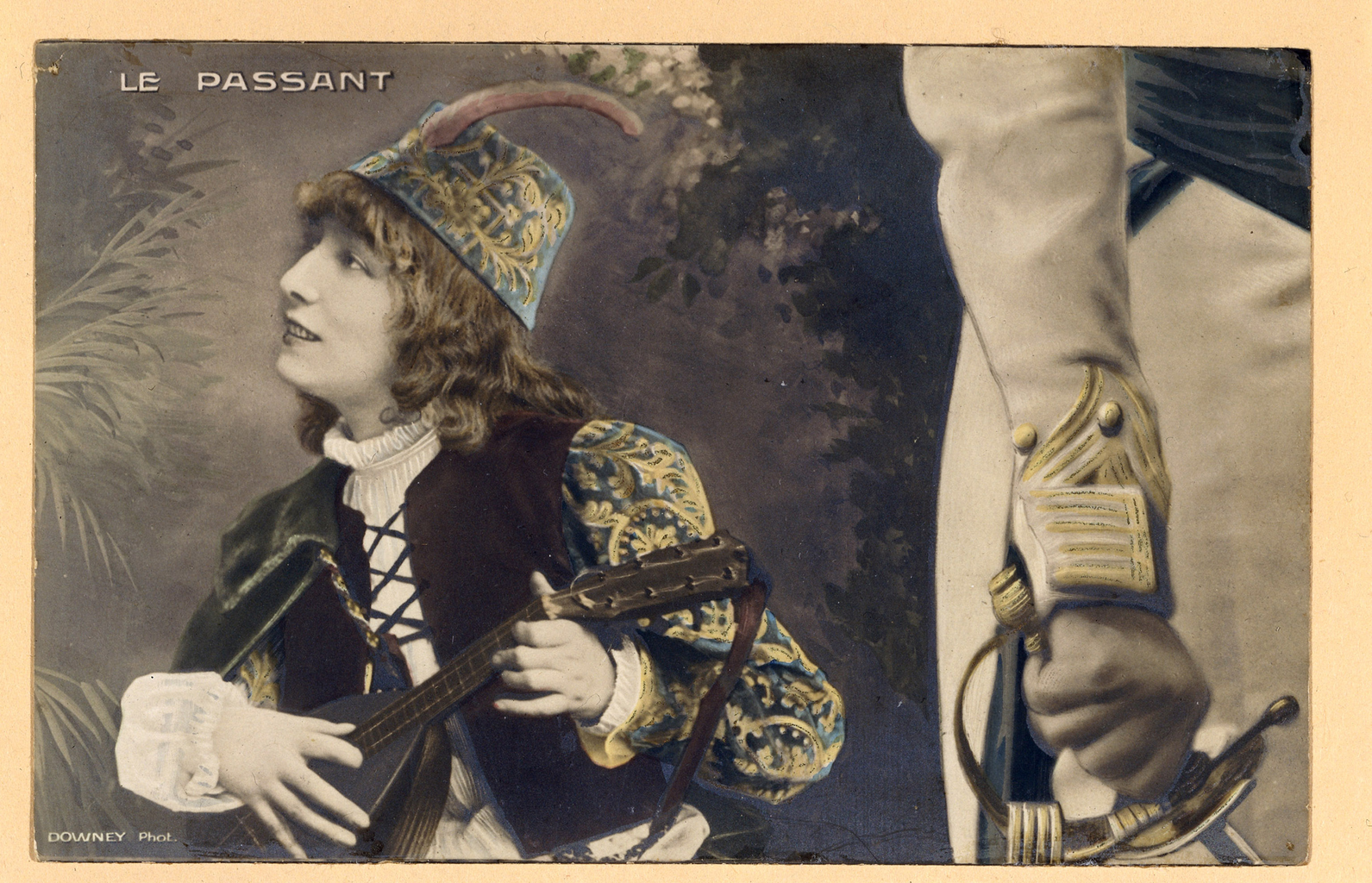
Sarah Bernhardt dans Le Passant (1869) de François Coppée.

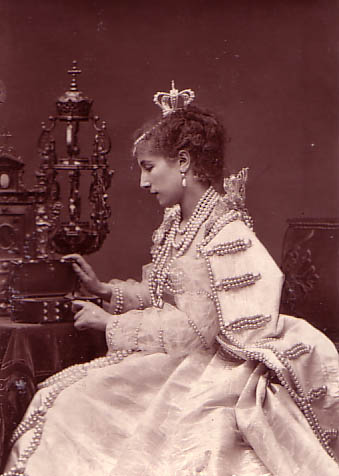
Sarah Bernhardt dans Ruy Blas (1872) de Victor Hugo.

Elle entre en 1859 au Conservatoire d'art dramatique de Paris sur la recommandation du duc de Morny dans la classe de Jean-Baptiste Provost. Sortie en 1862 avec un second prix de comédie, elle entre à la Comédie-Française mais en est renvoyée en 1866 pour avoir giflé une sociétaire, Mlle Nathalie, celle-ci ayant elle-même violemment bousculé sa sœur Régina qui avait marché sur sa traîne.
À cette époque, la police des mœurs compte Sarah parmi 415 « dames galantes » soupçonnées de prostitution clandestine. Mère célibataire, elle devient en effet demi-mondaine et se laisse entretenir par des clients généreux pour pouvoir élever son fils Maurice mais aussi pour se payer les accessoires de théâtre, les tenues de ville ou les tenues de soirée pour les pièces contemporaines qui restent à cette époque à la charge des acteurs.
Elle signe un contrat avec l'Odéon en 1866. Elle y est révélée en 1869 en jouant Le Passant de François Coppée, où elle joue un travesti, le troubadour Zanetto. En 1870, pendant le siège de Paris, elle transforme le théâtre en hôpital militaire et y soigne le futur maréchal Foch qu'elle retrouvera quarante-cinq ans plus tard sur le front de la Meuse, pendant la Première Guerre mondiale. Elle triomphe dans le rôle de la Reine de Ruy Blas en 1872, ce qui la fait surnommer la « Voix d'or » par l'auteur de la pièce, Victor Hugo, à l'occasion d'un banquet organisé pour la centième représentation. Ce succès lui vaut d'être rappelée par la Comédie-Française dont elle est nommée sociétaire en 1875 ; elle y joue dans Phèdre en 1874 et dans Hernani en 1877.
Avec le succès, les surnoms élogieux se multiplieront : « la Divine », l'« Impératrice du théâtre »…

### Consécration et indépendance

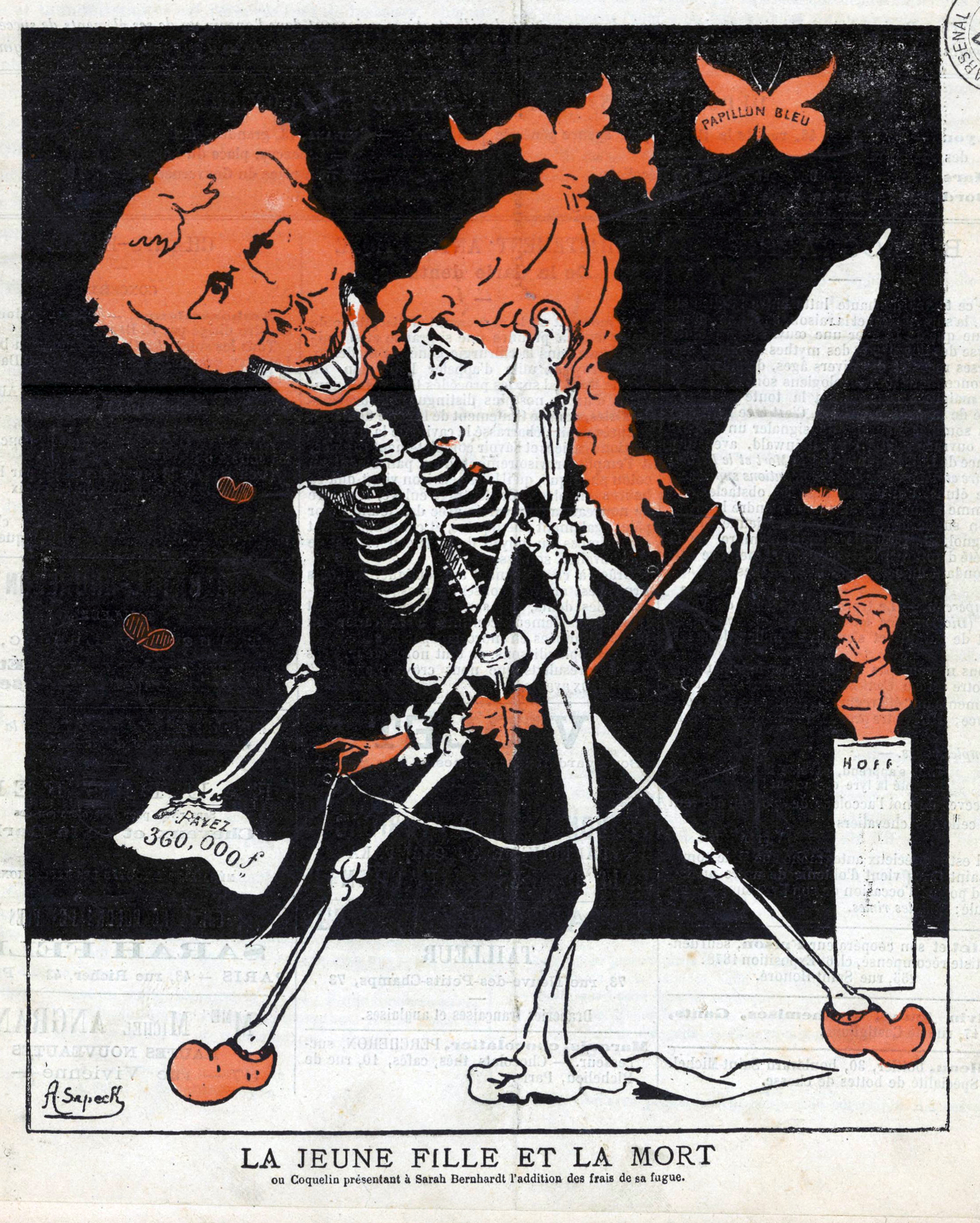
Caricature de Sapeck (1880) sur la démission de Sarah Bernhardt, qui était souvent croquée par les dessinateurs de presse pour sa minceur.

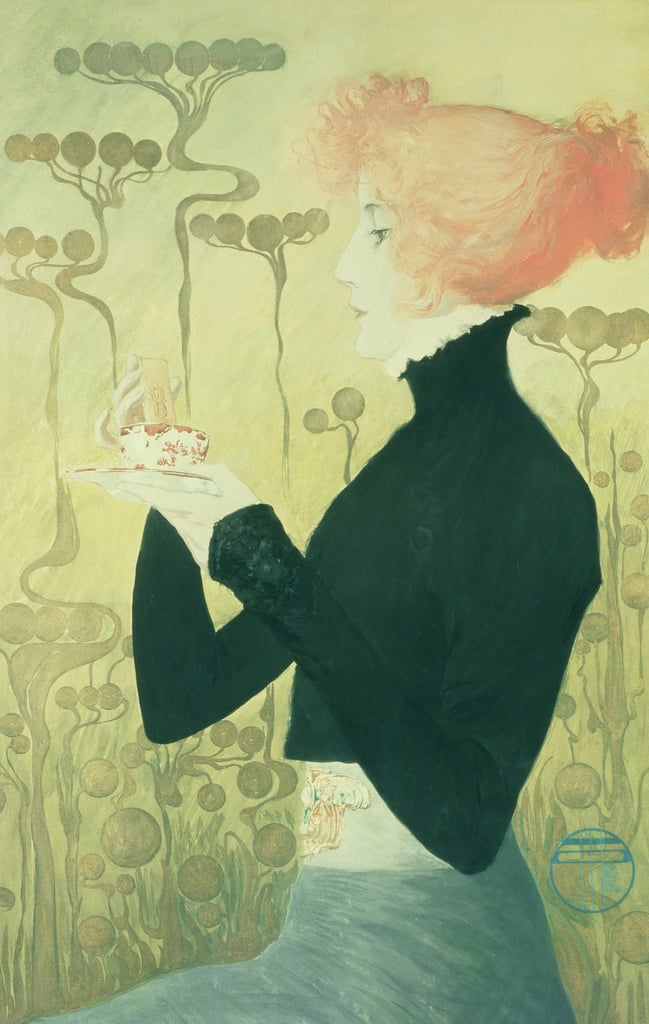
Manuel Orazi, Sarah Bernhardt, 1895, affiche lithographiée.

En 1880, Sarah Bernhardt subit son premier échec avec la Comédie française, dans L'Aventurière d'Augier, une pièce médiocre qu'elle ne veut pas jouer. Elle décide alors de remettre sa démission avec l'institution le 18 avril 1880, avec copie de sa lettre au Gaulois et au Figaro. Elle doit payer cent mille francs-or (soit environ deux millions d'euros du XXIe siècle) en dommages et intérêts pour rupture abusive de contrat avec le « Français ». Après cet acte prémédité, elle crée sa propre compagnie avec laquelle elle part en tournée dans le monde entier jusqu'en 1917, notamment en Angleterre et aux États-Unis où elle acquiert fortune et notoriété.
Première « star » internationale, elle est ainsi la première comédienne à avoir fait des tournées triomphales sur les cinq continents, Jean Cocteau inventant pour elle l'expression de « monstre sacré ». Dès 1881, à l'occasion d'une tournée de Bernhardt en Russie, Anton Tchekhov, alors chroniqueur au journal moscovite Le Spectateur, décrit malicieusement « celle qui a visité les deux pôles, qui de sa traîne a balayé de long en large les cinq continents, qui a traversé les océans, qui plus d'une fois s'est élevée jusqu'aux cieux », brocarde l'hystérie des journalistes « qui ne boivent plus, ne mangent plus mais courent » après celle qui est devenue « une idée fixe [sic] ».
Elle interprète à plusieurs reprises des rôles d'homme (entre autres Hamlet et Pelléas), inspirant à Edmond Rostand sa pièce L'Aiglon en 1900. Elle se produit à Londres, à Copenhague, aux États-Unis (1880-1881) où elle affrète un train Pullman pour sa troupe et ses 8 tonnes de malles, au Pérou (1886) où tous les billets pour ses représentations se vendent en 48 heures, au Chili (1886), dont elle critique les habitants, et en Russie, notamment au théâtre Michel de Saint-Pétersbourg (en 1881, 1892 et 1908). Son lyrisme et sa diction emphatique enthousiasment tous les publics. Afin de promouvoir son spectacle, elle rencontre Thomas Edison à New York et y enregistre sur cylindre une lecture de Phèdre. Elle devient l'une des très rares artistes françaises à avoir son étoile sur le Hollywood Walk of Fame à Los Angeles.
Ajoutant au côté extraordinaire de ces tournées triomphales, Sarah Bernhardt joue en français, devant des publics qui, pour la plupart, ne comprennent pas cette langue.
Invitée en Australie en février 1891, elle se produit à Melbourne notamment, fait la connaissance d'Adrien Loir, neveu de Pasteur, avec lequel elle a sans doute une liaison.

### Direction du Théâtre Sarah-Bernhardt
En 1893, alors qu'elle joue Les Rois au Théâtre du Palais-Royal, elle se lie d'amitié avec de Max et lui propose d'intégrer la nouvelle troupe du théâtre de la Renaissance dont elle s'apprête à prendre la direction. Elle remonte quelques-uns de ses plus grands succès (Phèdre, La Dame aux camélias) et crée de nombreuses pièces : Gismonda de Victorien Sardou, La Princesse lointaine d'Edmond Rostand, Les Amants de Maurice Donnay, La Ville morte de Gabriele D'Annunzio et Lorenzaccio d'Alfred de Musset (inédit à la scène).
En 1899, elle prend la direction du théâtre des Nations qu'elle rebaptise « théâtre Sarah-Bernhardt » et où elle constitue une nouvelle troupe avec son partenaire de jeu de Max et Marguerite Moreno qui partagent avec elle une vision « corporelle » du jeu d'acteur.
En opposition à son fils, elle apporte son soutien à Émile Zola au moment de l’affaire Dreyfus, elle soutient Louise Michel et prend position contre la peine de mort.
Le 9 décembre 1896, une « journée Sarah Bernhardt » est organisée à la gloire de l'actrice par Catulle Mendès et d'autres sommités de l'art : Edmond Rostand, Antonio de La Gandara qui fit d'elle plusieurs portraits, Jean Dara, José-Maria de Heredia, Carolus-Duran. Le Tout-Paris s'y presse : un repas de 500 convives au Grand Hôtel précède un gala au théâtre de la Renaissance — qu'elle dirige alors — où l'actrice se rend accompagnée de 200 coupés et où l'on peut entendre entre autres hommages un Hymne à Sarah composé par Gabriel Pierné sur des paroles d'Armand Silvestre et interprété par l'orchestre Colonne. Des menus sont édités pour l'occasion.

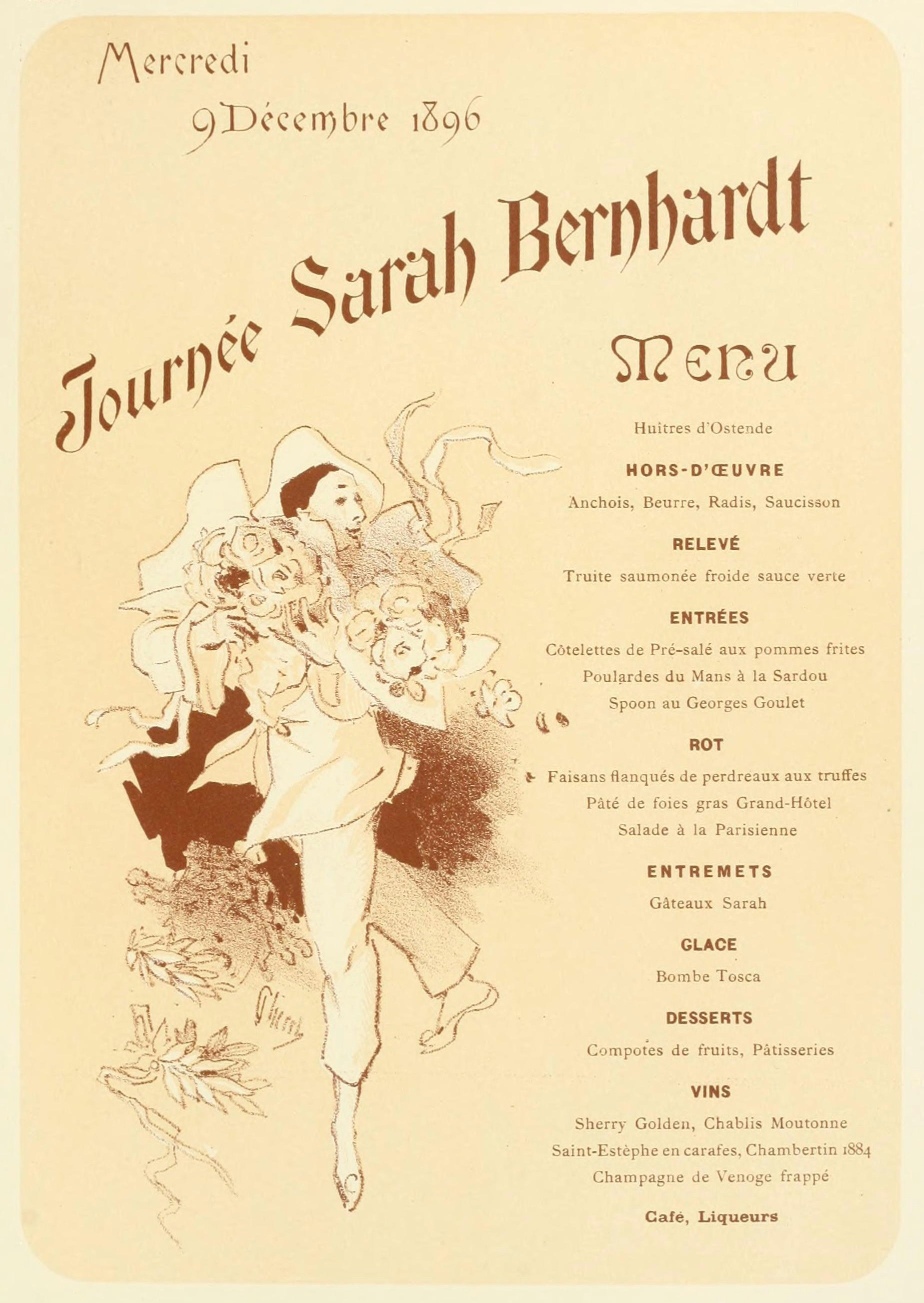
Menu de la journée Sarah Bernhardt

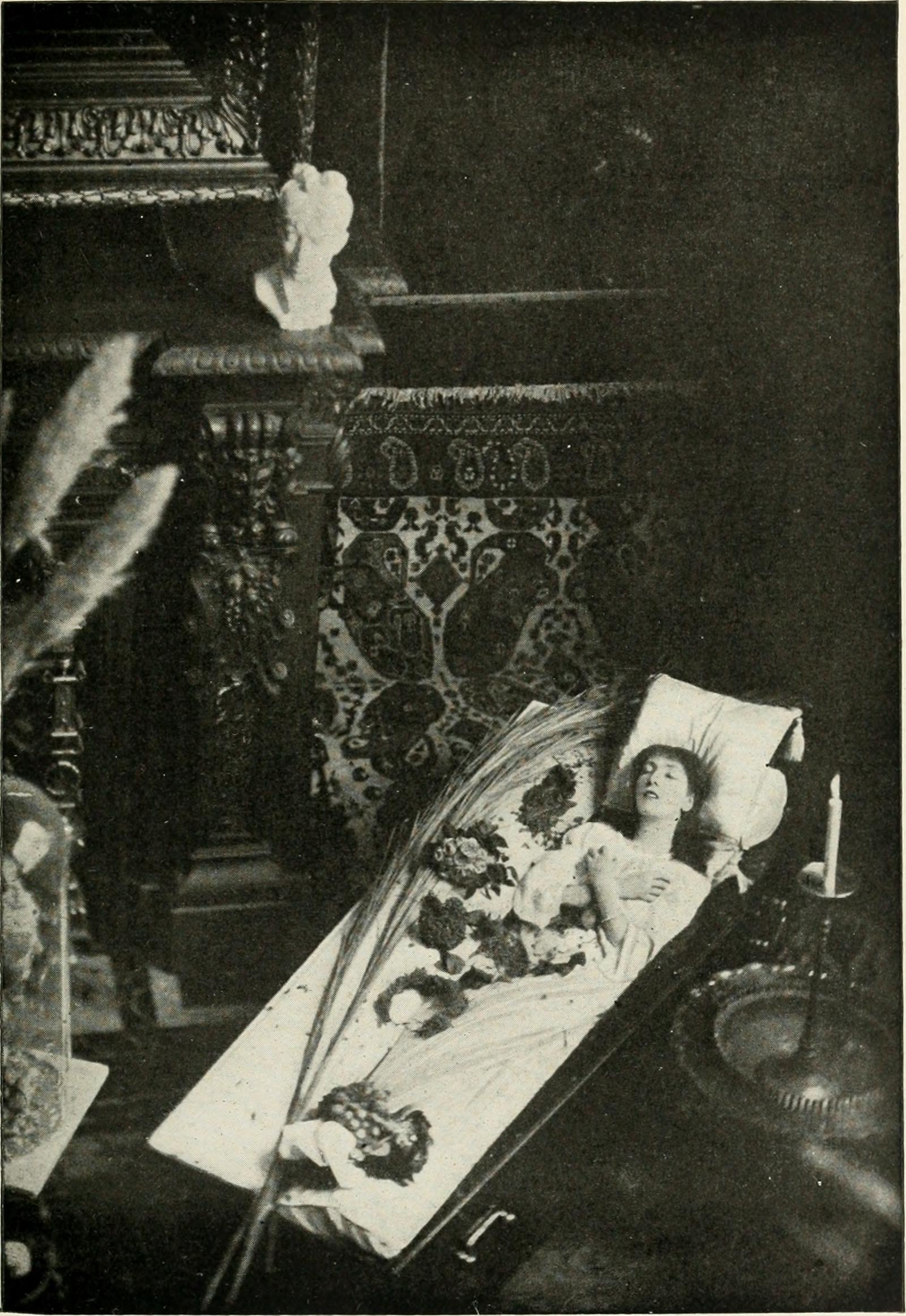
Sarah Bernhardt posant dans son cercueil (photographie de Mélandri vers 1880).

Ayant compris l'importance de la réclame, elle met en scène chaque minute de sa vie et n'hésite pas à associer son nom à la promotion des produits de consommation. Son style et sa silhouette inspirent la mode, les arts décoratifs mais aussi l’esthétique de l’Art nouveau. Elle fait elle-même appel au peintre Alfons Mucha pour dessiner ses affiches à partir de décembre 1894. Ces six années de collaboration donnent un second souffle à sa carrière. Tuberculeuse comme sa sœur Régina qui en meurt en décembre 1874, elle développe une certain goût pour le macabre en s'installant régulièrement dans un cercueil en bois de rose, capitonné de satin blanc où elle aime se reposer ou y répéter ses rôles, selon ses Mémoires. Devant le scandale suscité, elle s'y fait photographier par un opérateur du studio Melandri pour en vendre des photos et cartes postales qui font le tour du monde, participant ainsi à la construction de sa légende. C'est dans ce même cercueil qui la suit dans toutes ses résidences, qu'elle est inhumée en 1923.
En 1905, lors d'une tournée au Canada, le Premier ministre Wilfrid Laurier l'accueille à Québec ; mais l’archevêque Louis-Nazaire Bégin, détestant le théâtre et reprochant à l'actrice un jeu du corps nouveau pouvant être qualifié d'érotique, demande à ses paroissiens de boycotter la représentation et l’actrice, habituée aux foules, se produit devant une salle en partie vide.
Après avoir joué dans plus de 120 spectacles, Sarah Bernhardt devient actrice de cinéma. Son premier film est Le Duel d'Hamlet réalisé en 1900. C'est un des premiers essais de cinéma parlant avec le procédé du Phono-Cinéma-Théâtre, où un phonographe à cylindre synchronisait plus ou moins la voix de l'actrice aux images projetées. Elle tournera d'autres films — muets — dont deux œuvres autobiographiques, la dernière étant Sarah Bernhardt à Belle-Île en 1912, qui décrit sa vie quotidienne.

### Dernières années
En 1914, le ministre René Viviani lui remet la croix de chevalier de la Légion d'honneur, pour avoir, en tant que comédienne, « répandu la langue française dans le monde entier » et pour ses services d'infirmière pendant la guerre franco-prussienne de 1870-1871.
Sarah Bernhardt est amputée de la jambe droite en 1915, à l'âge de 70 ans, en raison d'une tuberculose osseuse du genou. Les premiers symptômes remontent à 1887, lorsqu’elle se blesse au genou sur le pont d'un bateau qui la ramène d'une tournée aux Amériques. Cette première luxation, non soignée, s’aggrave en 1887, lors des sauts répétés du parapet dans le final de La Tosca, la comédienne ayant chuté à de nombreuses reprises sur les genoux, puis en 1890 à la suite d'une nouvelle blessure contractée lors d'une représentation du Procès de Jeanne d'Arc au théâtre de la Porte-Saint-Martin[réf. nécessaire]. En 1902, lors d’une tournée, un professeur de Berlin diagnostique une tuberculose ostéo-articulaire et prescrit une immobilisation de six mois que l’actrice ne peut se résoudre à suivre. Elle se contente de séances d'infiltrations et, en 1914, d'une cure à Dax, d'ailleurs sans effet.
En septembre 1914, craignant que Sarah Bernhardt ne soit prise en otage, lors d’une éventuelle avancée allemande sur Paris, le ministère de la Guerre conseille à l’actrice de s’éloigner de la capitale. Henri Cain, un de ses proches dont la femme, Julia Guiraudon, est fille d’un ostréiculteur de Biganos, lui recommande de séjourner sur le bassin d’Arcachon, où lui et son épouse louent une villa à Andernos-les-Bains. Elle arrête son choix sur la villa « Eurêka », où elle s'installe de septembre 1914 à octobre 1915.
Plâtré durant six mois, son genou développe une gangrène. Son médecin et ancien amant, Samuel Pozzi, que Sarah surnomme « Docteur Dieu », ne peut se résoudre à pratiquer lui-même l'opération et sollicite le concours du professeur Jean-Henri Maurice Denucé, désormais chirurgien à Bordeaux. L'actrice est amputée au-dessus du genou le 22 février 1915 à la clinique Saint-Augustin de Bordeaux. Sarah revient en convalescence à Andernos en mars 1915. Le membre amputé, longtemps conservé à titre de curiosité dans du formol à l'institut médico-légal de Bordeaux, semble avoir été perdu. Elle participe à une manifestation patriotique le 10 août 1915 où elle lit deux poèmes puis quitte définitivement Andernos en octobre 1915. Elle va à Reims, « la ville où il faut être vu », le 9 septembre 1916 et joue le rôle d'une infirmière devant la cathédrale martyre.
Cela ne l'empêche pas de continuer à jouer assise — elle refuse de porter une jambe en bois ou une prothèse en celluloïd —, ni de rendre visite aux poilus au front en chaise à porteurs, lui valant le surnom de « Mère La Chaise ». Elle ne s'épanche jamais sur son infirmité, sauf pour rire : « Je fais la pintade ! ». Son refus des faux-semblants n'a pas été jusqu'à lui faire négliger la chirurgie esthétique. En 1912, elle demande au chirurgien américain Charles Miller un lifting, technique alors débutante, dont les résultats seront corrigés par Suzanne Noël.

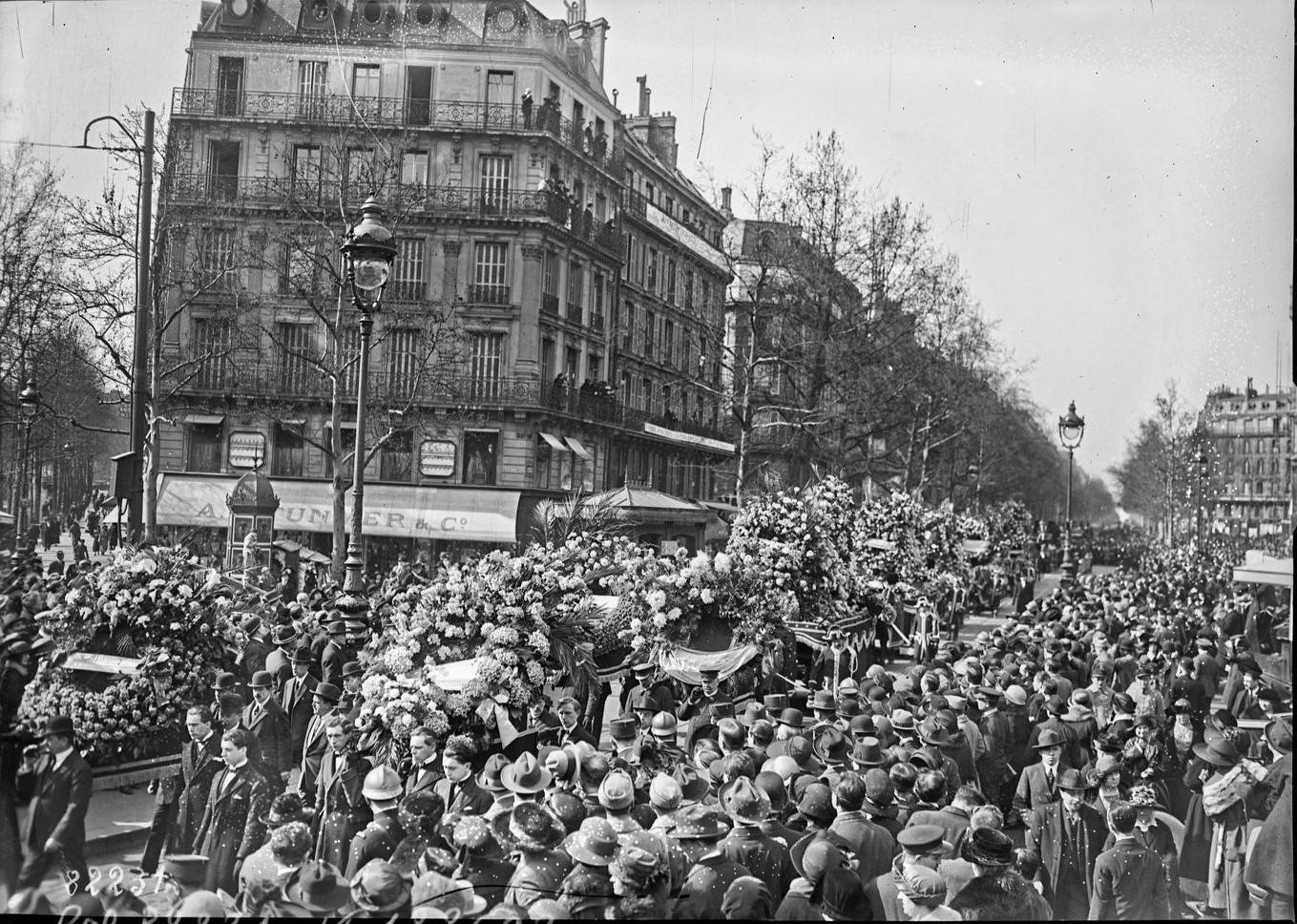
Cortège funèbre de Sarah Bernhardt à Paris, Agence Rol, BNF.

Alors qu'elle est en train de tourner un film pour Sacha Guitry, La Voyante, elle meurt « d'une insuffisance rénale aiguë » le 26 mars 1923, à son domicile au 56, boulevard Pereire à Paris, en présence de son fils. Des dizaines de milliers de personnes défilent devant sa dépouille et ses obsèques religieuses ont lieu en l'église Saint-François-de-Sales à Paris, 17e arrondissement, le jeudi 29 mars dans la chapelle paroissiale rue Ampère. Plusieurs centaines de milliers de personnes assistent au passage du convoi funéraire qui, constitué de cinq chars couvert de fleurs blanches, emmène sa dépouille au cimetière du Père-Lachaise, où elle est inhumée dans la 44e division.

## L'artiste

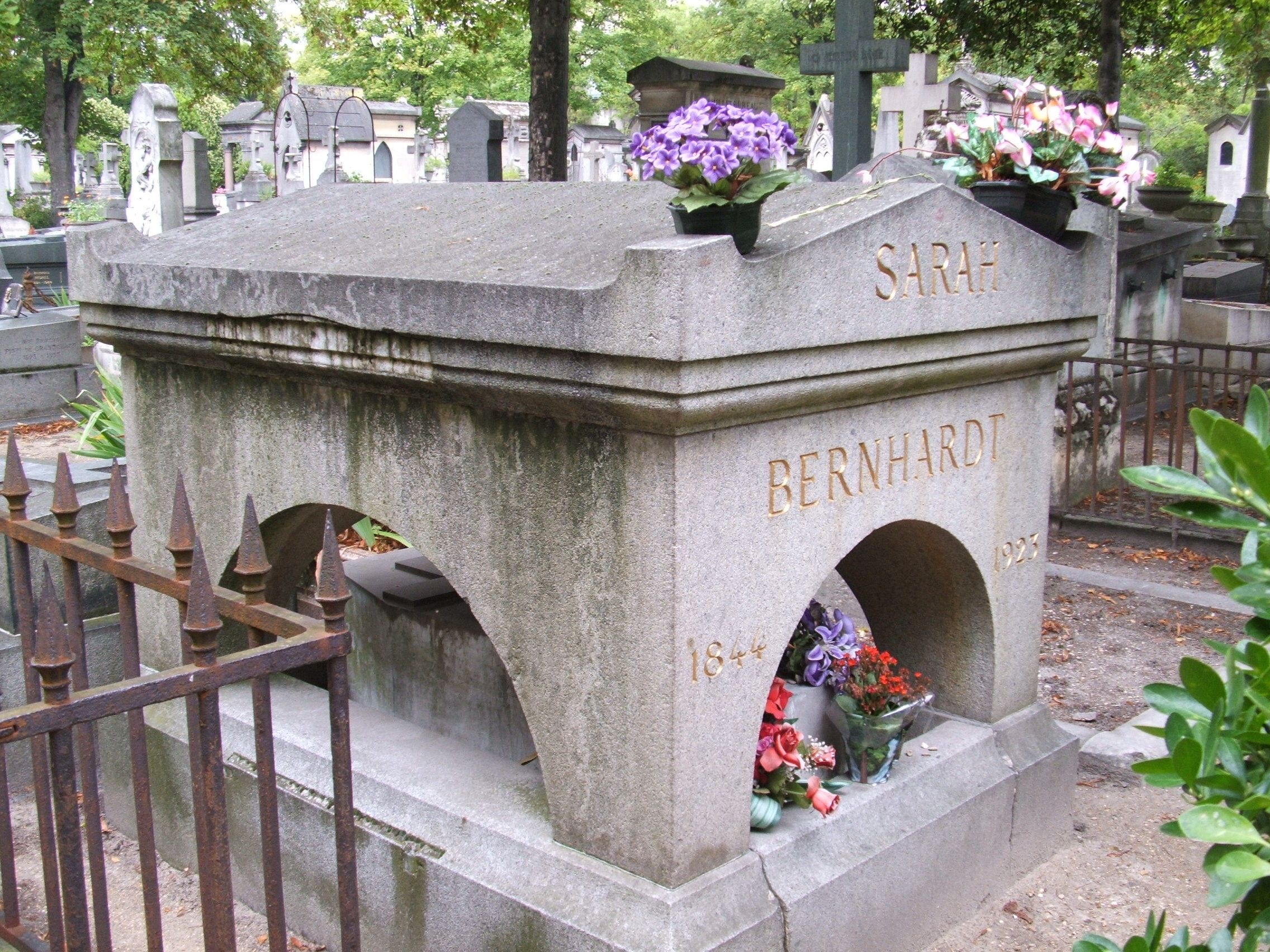
Tombe de Sarah Bernhardt, Paris, cimetière du Père-Lachaise.

### Style dramatique
La performance théâtrale de Sarah Bernhardt, que ses contemporains acclamèrent à l'égale de celle de Mounet-Sully, est, comme cette dernière, emphatique tant dans la pantomime que dans la déclamation. Les modulations de la voix s'éloignent délibérément du naturel ; les émotions sont rendues, tant par le geste que par l'intonation, plus grand que nature. Ce style hérité de la déclamation baroque se démode avant la fin de sa carrière ; Alfred Kerr remarque « tout ce qui sort de sa bouche est faux ; sinon, tout est parfait ». Les critiques modernes qui écoutent ses enregistrements de Phèdre au laboratoireThomas Edison en 1903 sont souvent déçus.

### Peinture et sculpture
Vers 1874, alors qu'elle est une comédienne au talent reconnu, mais manquant d'emplois qui l'intéressent, Sarah Bernhardt apprend le modelage, puis la peinture. Elle fréquente l'Académie Julian à Paris et présente au Salon de 1880 La Jeune Fille et la Mort, reçu « moins comme un résultat qu'une promesse ».
Elle réalise également quelques bronzes, dont un buste d'Émile de Girardin et un de Louise Abbéma exposés aujourd'hui à Paris au musée d'Orsay.
Un autoportrait est exposé dans une des salles consacrées à la peinture moderne de la Fondation Bemberg à Toulouse.

Œuvres de Sarah Bernhardt
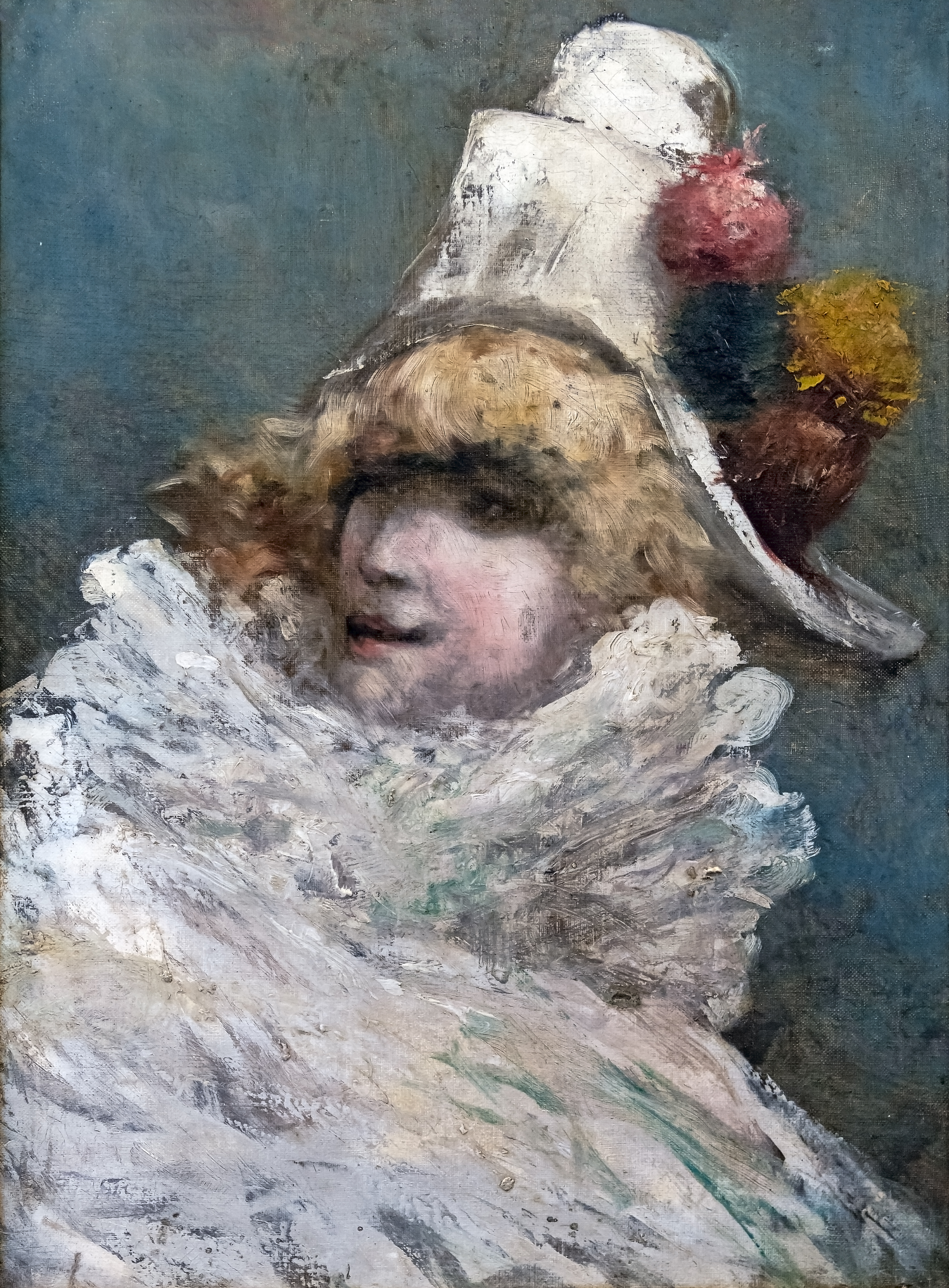
Autoportrait, 1910, huile sur toile, Toulouse, Fondation Bemberg.
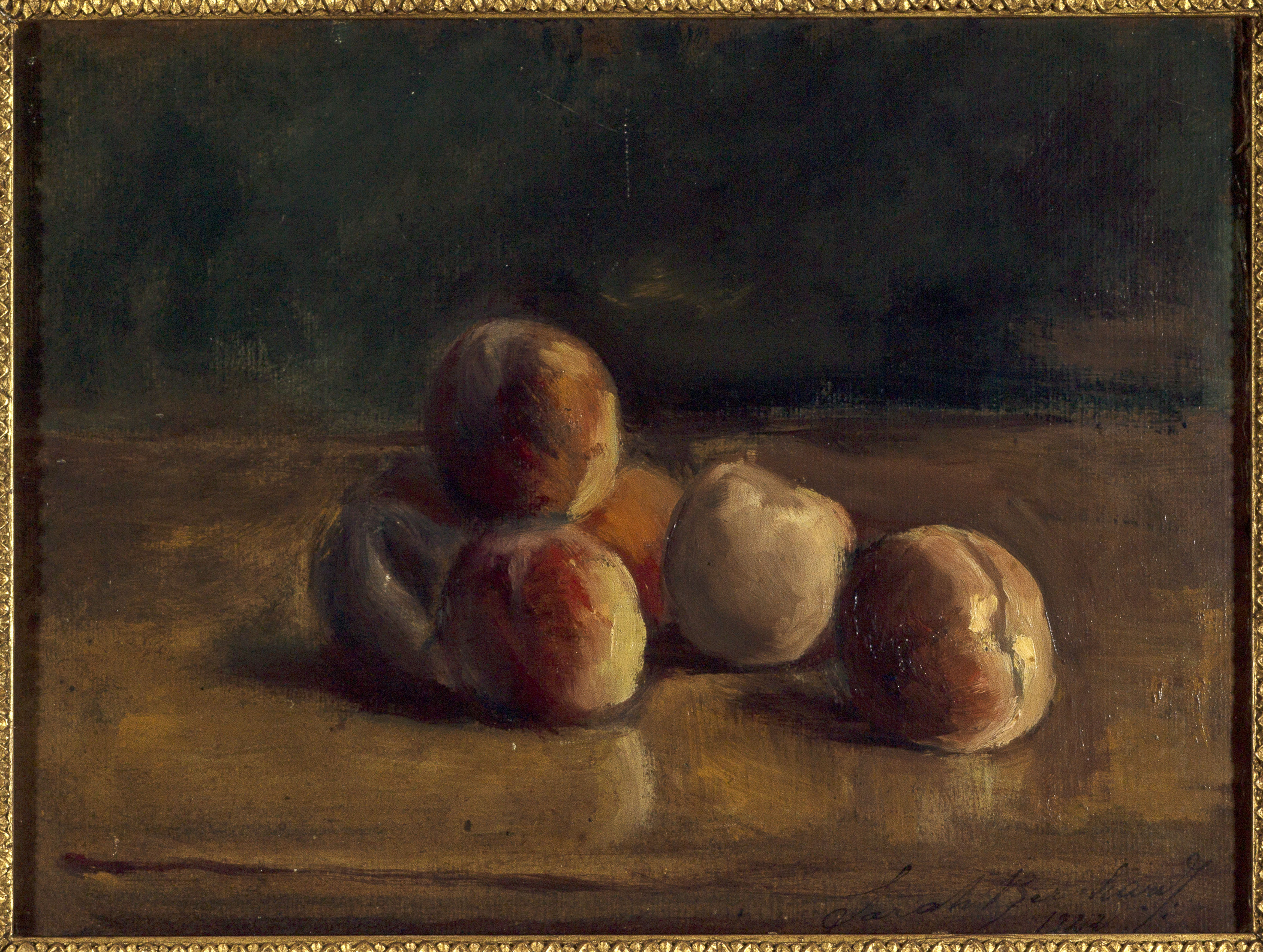
Nature morte aux pêches, 1922, Paris, musée Carnavalet.
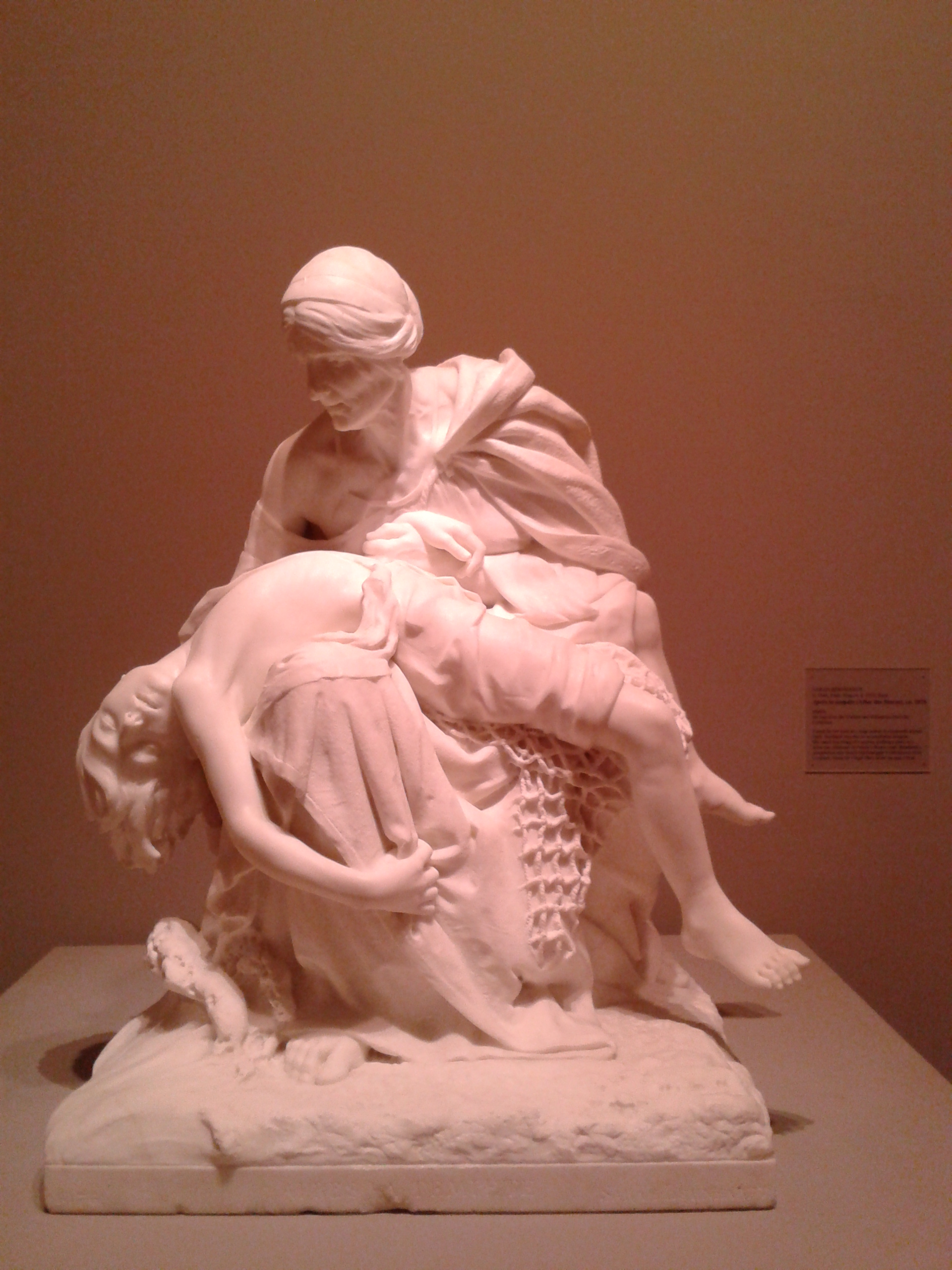
Après la tempête, vers 1876, marbre, Washington, National Museum of Women in the Arts.
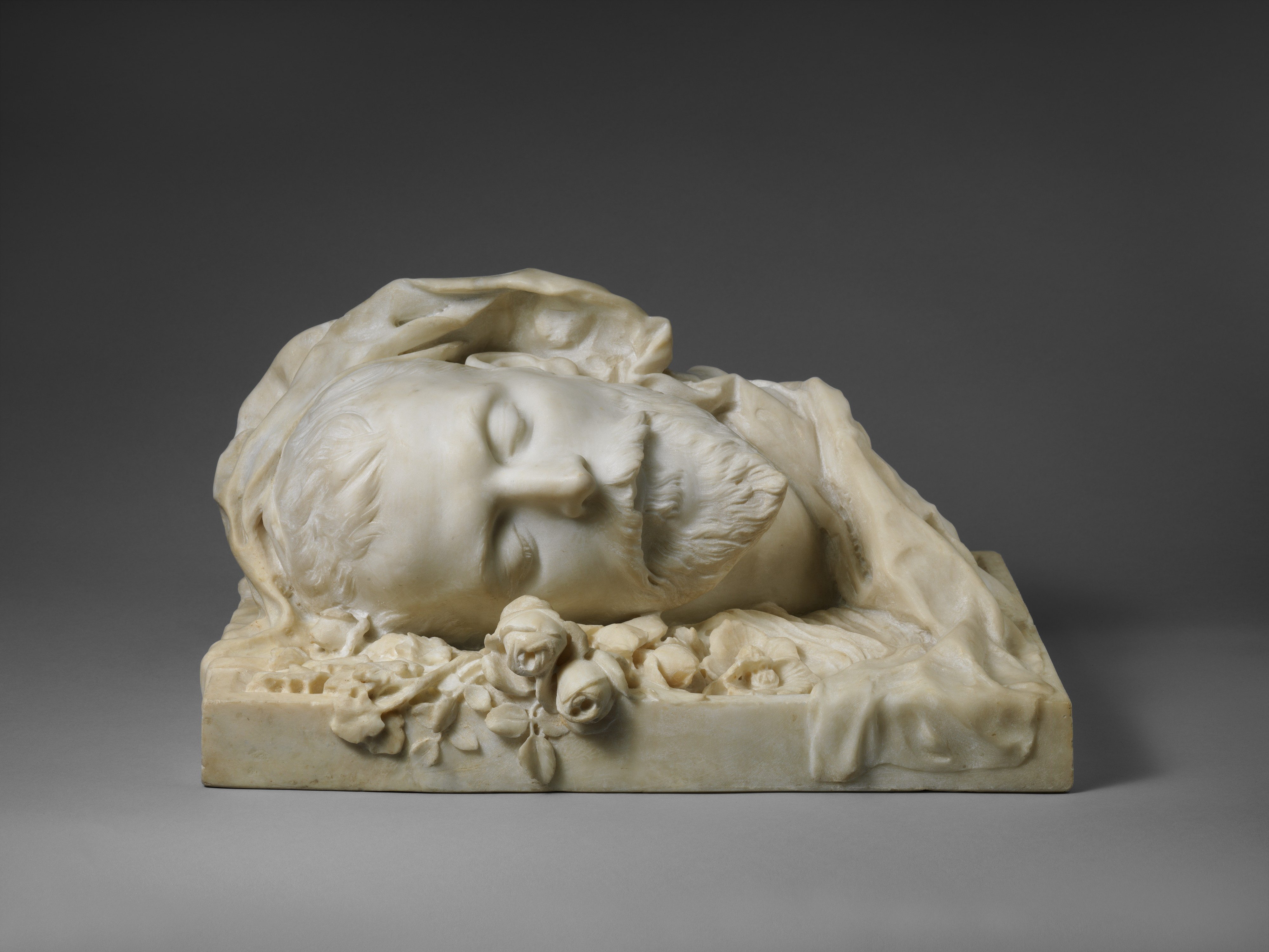
Portrait funéraire de Jacques Damala, vers 1889, marbre, New York, Metropolitan Museum of Art.
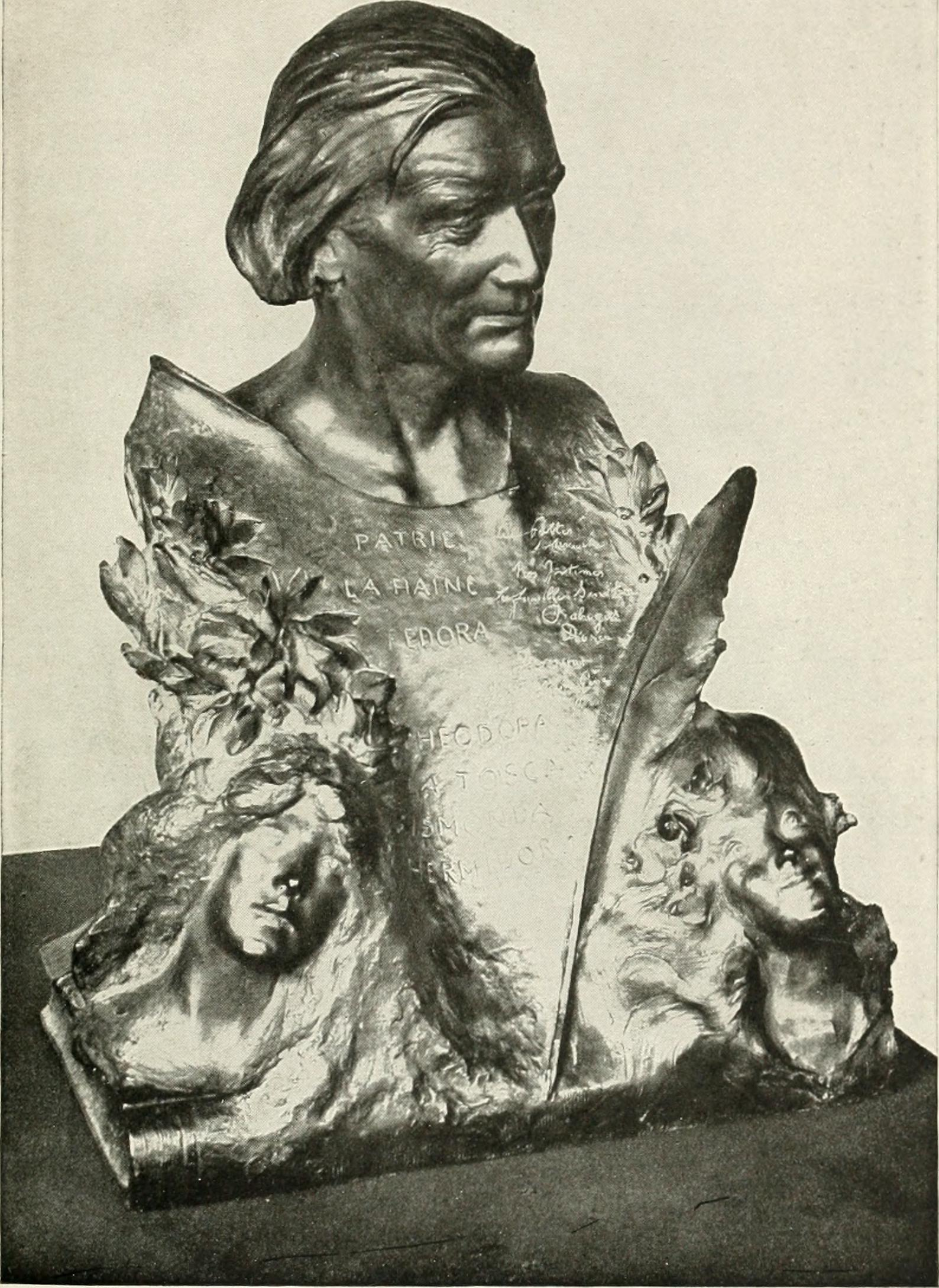
Buste de Victorien Sardou, 1900, bronze, Paris, Petit Palais.

## Vie privée

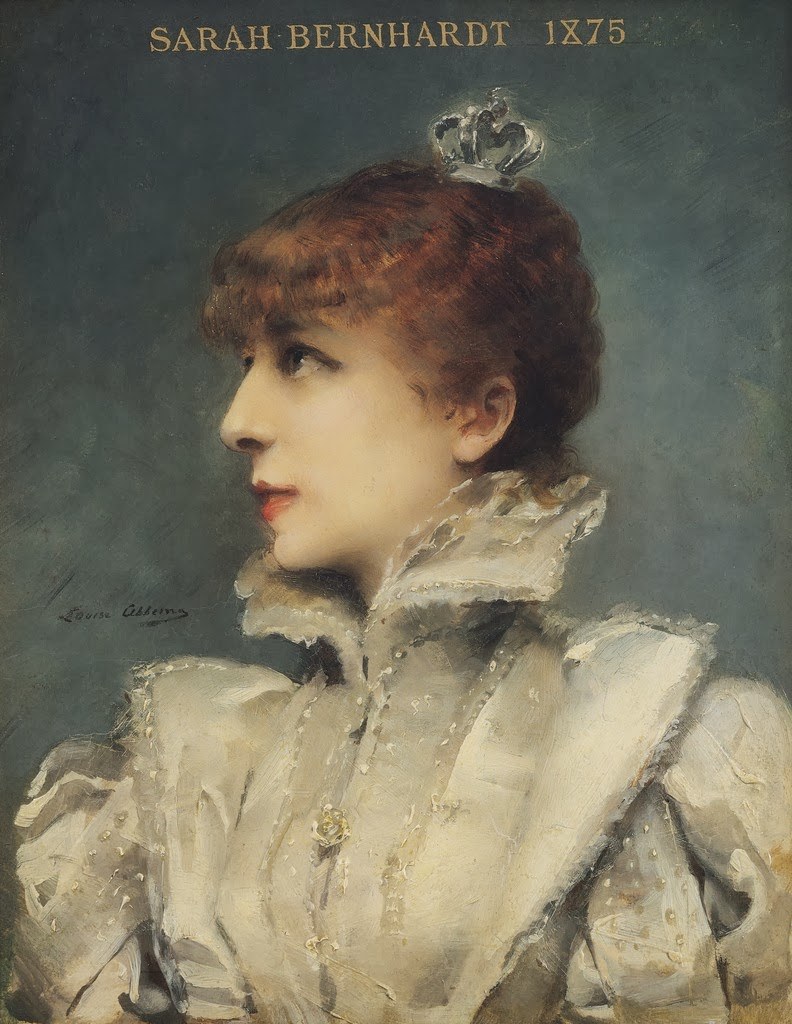
Louise Abbéma, Portrait de Sarah Bernhardt, 1875, localisation inconnue.

Les détails de la vie privée de Sarah Bernhardt sont souvent incertains. Quand elle expliquait : « Je suis si mince, si maigre, que quand il pleut je passe entre les gouttes », Alexandre Dumas fils — qui la détestait — ajoutait dans une discussion avec le journaliste Louis Ganderax : « Elle est si menteuse qu’elle est peut-être grasse ».
La vie privée de Sarah Bernhardt fut assez mouvementée. À l'âge de vingt ans, elle donne naissance à son seul enfant qui deviendra écrivain, Maurice Bernhardt, fruit d'une liaison avec un prince belge, Henri de Ligne (1824-1871), fils aîné d'Eugène, 8e prince de Ligne. Elle a par la suite plusieurs amants, dont Charles Haas, mondain très populaire à qui elle vouait une véritable passion alors qu'il la traitait en femme légère et la trompait sans états d'âme. Après leur rupture, ils demeurèrent cependant amis jusqu'à la mort de Haas. On compte également des artistes tels que Gustave Doré et Georges Jules Victor Clairin et des acteurs tels que Mounet-Sully, Lucien Guitry et Lou Tellegen ou encore son « Docteur Dieu » Samuel Pozzi. On parle également de Victor Hugo et du prince de Galles. Une source lui prête également des liaisons homosexuelles, notamment avec la peintre Louise Abbéma, qui fit d'elle plusieurs portraits. Elle est également portraiturée par Gustave Doré, Giovanni Boldini et Jules Bastien-Lepage.
En 1874-1875, elle entretient des rapports intimes moyennant rétribution avec plusieurs députés dont Léon Gambetta, Henri Ducasse et le comte de Rémusat.
En 1882, elle se marie à Londres avec un acteur grec, Aristides Damala, mais celui-ci est dépendant de la morphine et leur relation ne dure guère. Elle restera cependant son épouse légitime jusqu'à la mort de l'acteur, en 1889 à l'âge de 34 ans. Mais elle perd sa nationalité française en épousant un étranger. Donc en 1916, elle fait une demande de réintégration dans la nationalité française.
Elle était amie du poète Robert de Montesquiou qui lui avait dédié un poème (inédit). Ce poème manuscrit faisait partie de sa bibliothèque vendue en 1923.

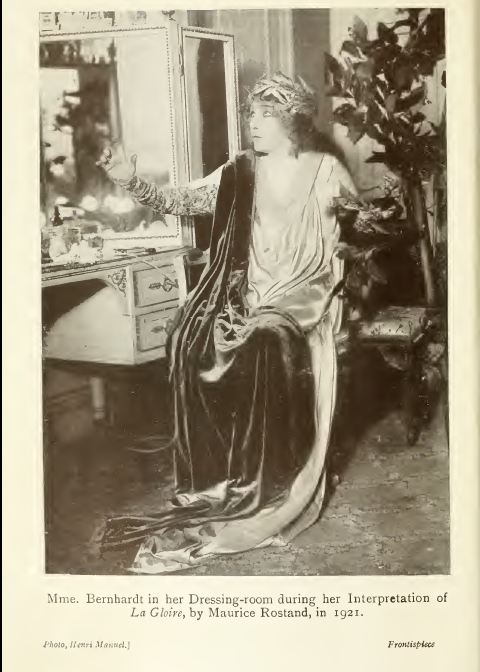
Sarah Bernhardt dans sa loge pour La Gloire de Maurice Rostand, 1921, photographie d'Henri Manuel.

Dédaignant les stations balnéaires à la mode et désireuse d'établir sa retraite en un lieu qui lui soit particulier, à l'écart du monde, Sarah Bernhardt choisit de séjourner face à l'Océan, sur une pointe rocheuse déchiquetée et venteuse, éloignée du chef-lieu d'une île bretonne, Belle-île, elle-même relativement difficile d'accès et alors inconnue du grand tourisme. C'est son portraitiste attitré, Georges Clairin, qui la lui fait découvrir en 1893. Elle s'y installe chaque été avec ses animaux exotiques et sa petite cour de commensaux — qu'elle appelle indistinctement « sa ménagerie » — dans un fortin militaire désaffecté qu'elle acquiert en novembre 1894 au lieu-dit « La pointe des Poulains ». À côté de ce fortin elle fait bâtir, décorer et meubler la villa Lysiane (le prénom de sa petite-fille) et la villa Les Cinq Parties du monde, travaux importants qui lui coûtent plus d'un million de francs-or, somme considérable pour l'époque. Quand le manoir de Penhoët, trop proche de son fortin à son goût, est à vendre, elle l'achète et s'installe dans cette résidence qui a disparu lors des bombardements de la Seconde Guerre mondiale. Pour s'y rendre elle prend le train de Paris jusqu'à Vannes, où elle donne à l'occasion quelques représentations, avant d'embarquer pour "son" île où elle fait grand effet aux habitants. En 1922, infirme, malade et désargentée, elle vend ses propriétés belle-îloises. Là, un musée lui est consacré depuis 2007.
Selon son passeport de 1886, elle mesurait 1,54 m.

## Personnalité

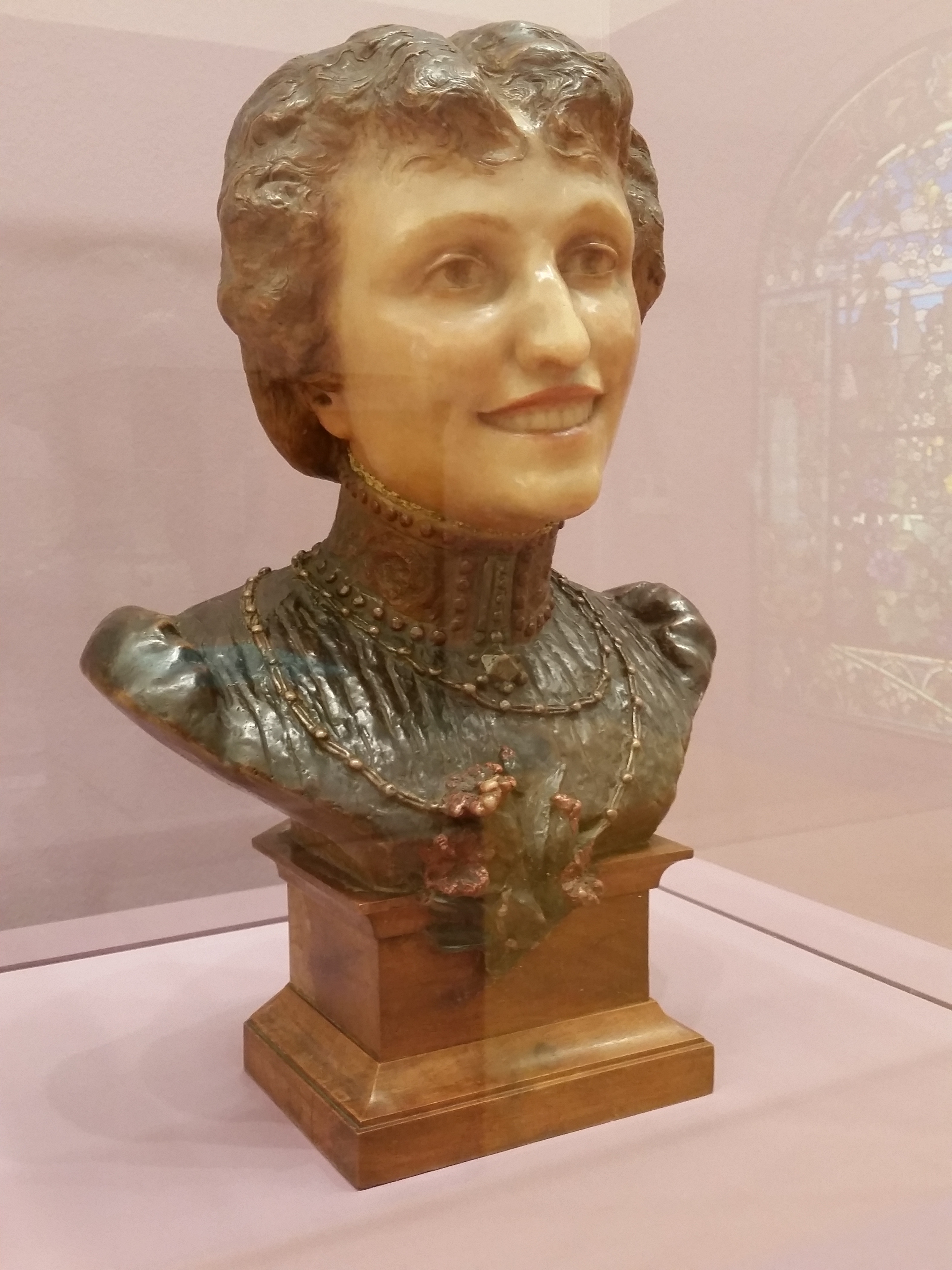
Jean-Désiré Ringel d'Illzach, Portrait de Sarah Bernhardt, 1895, cire polychrome, musée d'Art moderne et contemporain de Strasbourg.

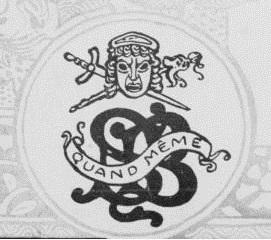
Sceau de Sarah Bernhardt : S. B. barré d'une banderole portant la devise Quand même et surmonté d'un masque tragique, d'une épée et d'une marotte.

Sa devise était « Quand même » en référence à son audace et à son mépris des conventions. Alors qu'elle est attaquée par des détracteurs sur ses origines, après la défaite de 1871, elle déclare : « Je suis Française, Monsieur, absolument Française. […] Toute ma famille est originaire de la Hollande. Amsterdam est le berceau de mes modestes aïeux. Si j'ai de l'accent, Monsieur (et je le regrette beaucoup), mon accent est cosmopolite, et non tudesque. Je suis une fille de la grande race juive, et mon langage un peu rude se ressent de nos pérégrinations forcées ».
Elle a en partie inspiré à Marcel Proust — sans doute avec les comédiennes Rachel et Réjane — le personnage de l'actrice « la Berma » dans À la recherche du temps perdu. Proust la désignait parfois dans sa correspondance par « Haras », son prénom à l'envers.
Sacha Guitry, dans ses Mémoires, l'évoque ainsi :

« Madame Sarah jouait un grand rôle dans notre existence. Après notre père et notre mère, c'était assurément la personne la plus importante du monde à nos yeux. […] Que l'on décrive avec exactitude et drôlerie — ainsi que Jules Renard l'a fait dans son admirable Journal — sa maison, ses repas, ses accueils surprenants, ses lubies, ses excentricités, ses injustices, ses mensonges extraordinaires, certes […] mais qu'on veuille la comparer à d'autres actrices, qu'on la discute ou qu'on la blâme, cela ne m'est pas seulement odieux : il m'est impossible de le supporter. […] Ils croient qu'elle était une actrice de son époque. […] Ils ne devinent donc pas que si elle revenait, elle serait de leur époque »

— Sacha Guitry, Si j'ai bonne mémoire
Citation :

« Il faut haïr très peu, car c'est très fatigant. Il faut mépriser beaucoup, pardonner souvent, mais ne jamais oublier. Le pardon ne peut entrainer l'oubli ; pour moi, du moins. »

On lui attribue aussi ce mot :

« Sarah Bernhardt, à qui une jeune comédienne a déclaré qu'elle avait déjà joué plusieurs fois et qu'elle n'avait même plus de trac, aurait alors répondu : « Ne vous en faites pas, le trac, cela viendra avec le talent ». »

— Maurice Thévenet, Les Talents
Elle aurait déclaré avoir gagné au cours de sa carrière quelque 45 millions de francs, soit 185 millions d'euros.
Dans son testament, elle déclare léguer « tout ce que j'ai immeubles, bijoux, reconnaissances au Mont-de-Piété, meubles, bibelots, toute ma bibliothèque, mon argenterie, mes robes, mon linge, tout ce qui se trouve dans mon hôtel bl Péreire […] à mon fils Maurice Bernhardt. […] Enfin il n'est pas un brin de fil m'appartenant qui ne soit à mon fils, auquel je donne tout tout ».

## Théâtre

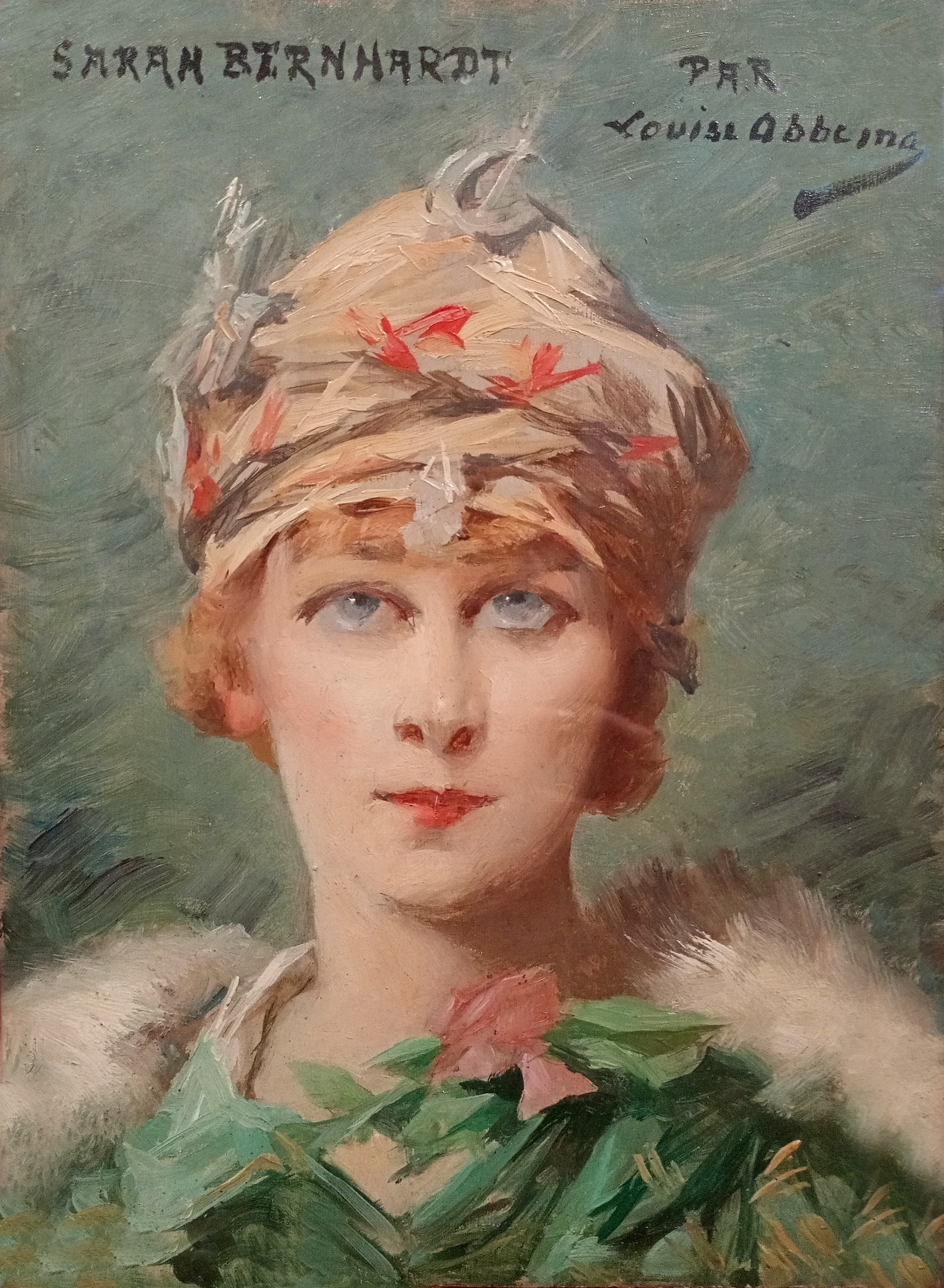
Louise Abbéma, Portrait de Sarah Bernhardt dans le rôle d’Adrienne Lecouvreur, 1880, Paris, musée Carnavalet.

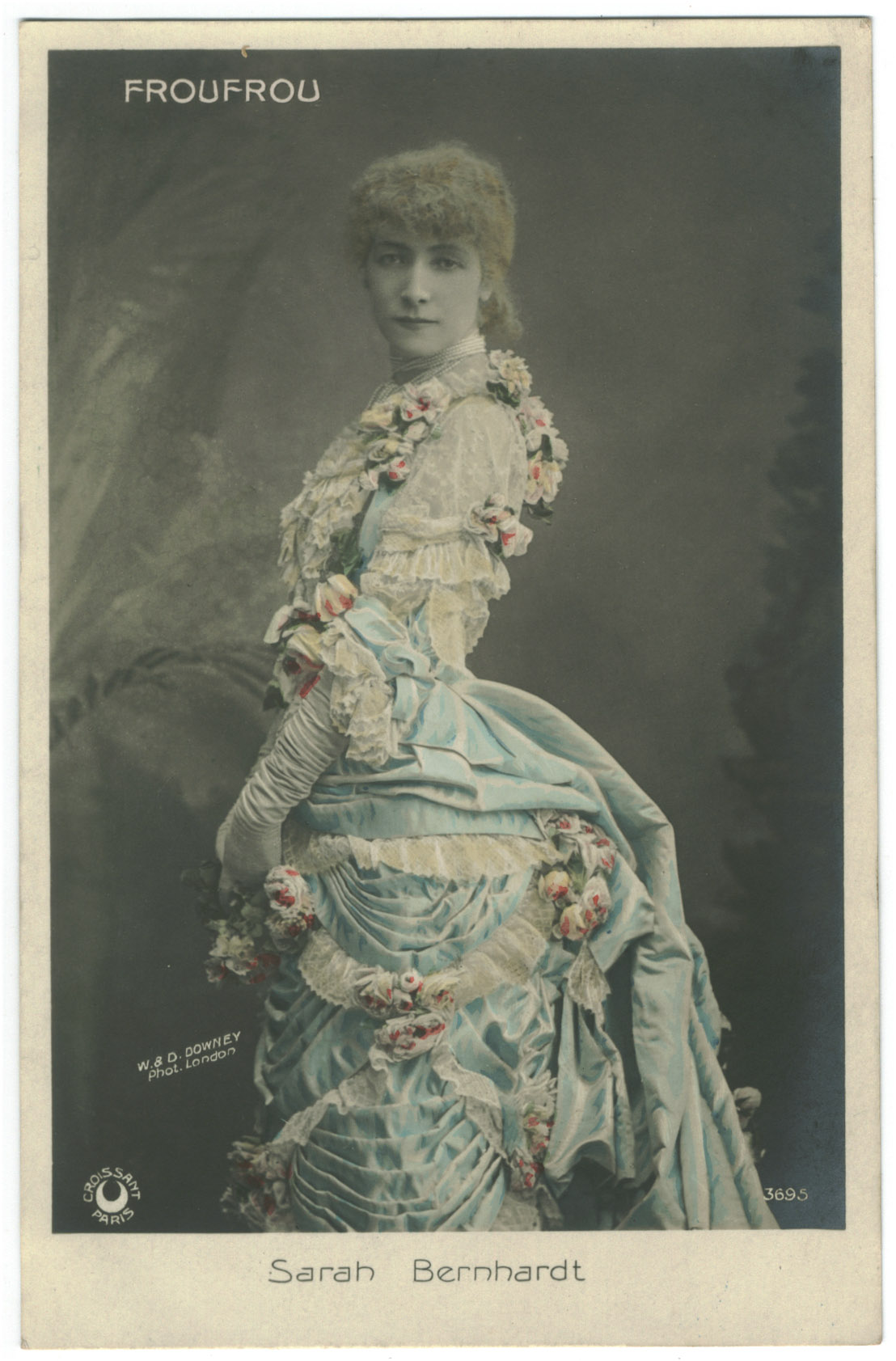
Sarah Bernhardt dans Froufrou, 1880.

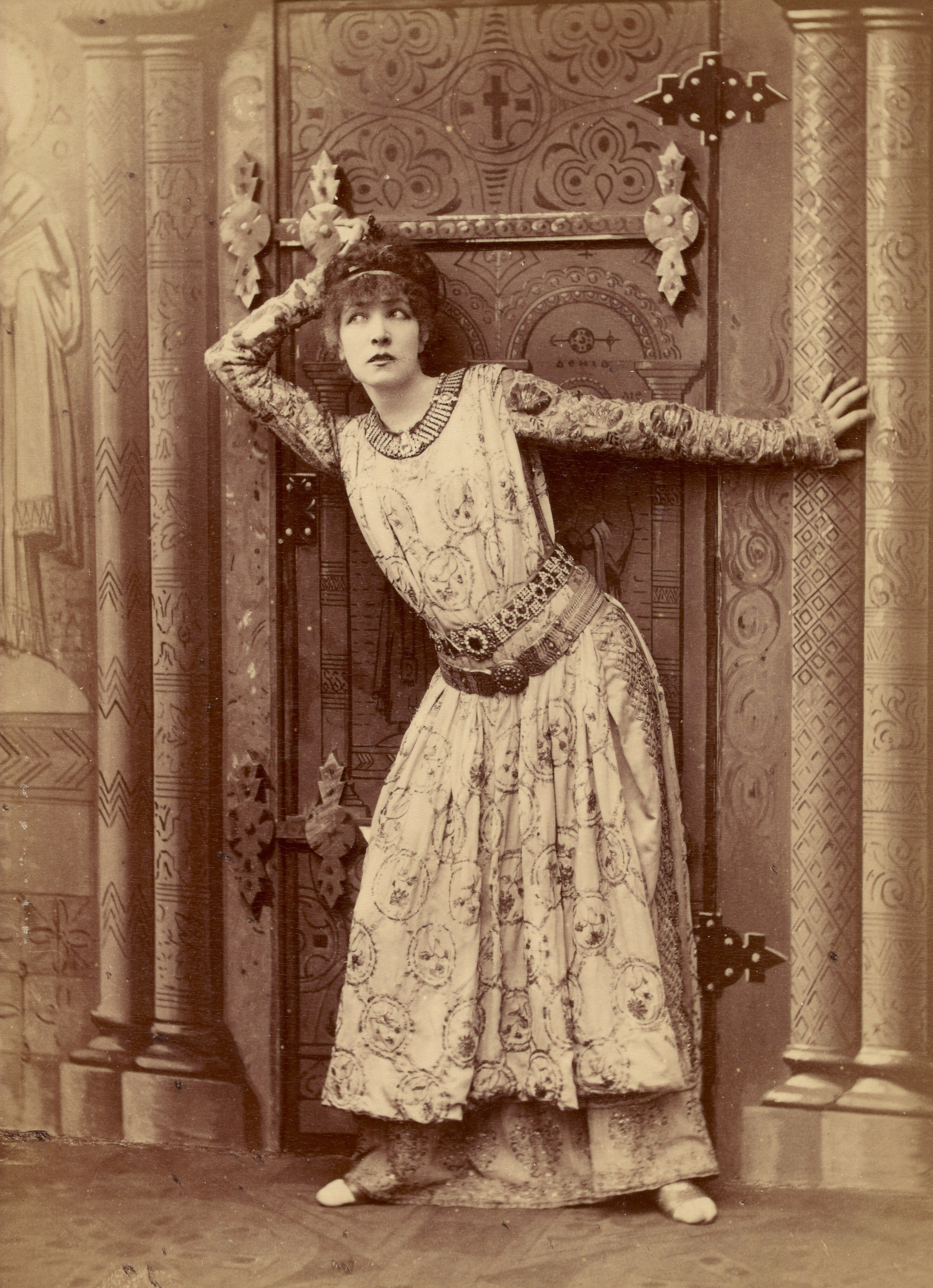
Dans Théodora de Victorien Sardou, cliché de Nadar, 1882.

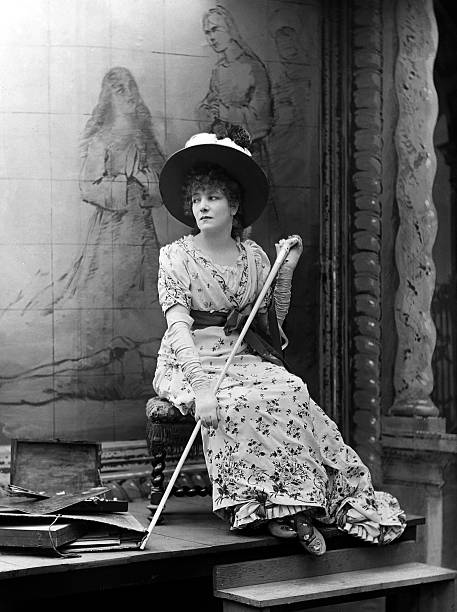
Dans La Tosca, 1887.

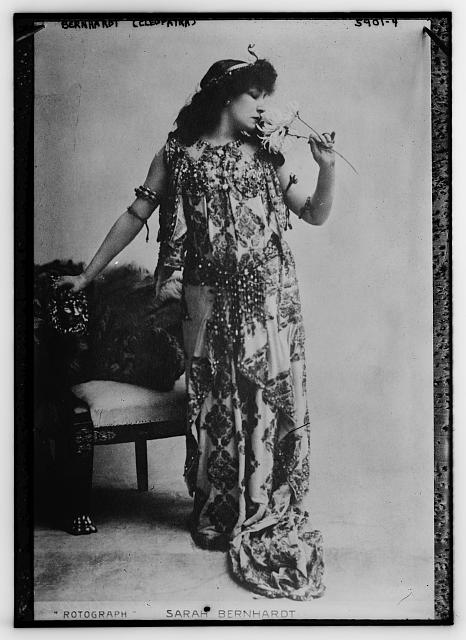
Dans Cléopâtre, 1890.

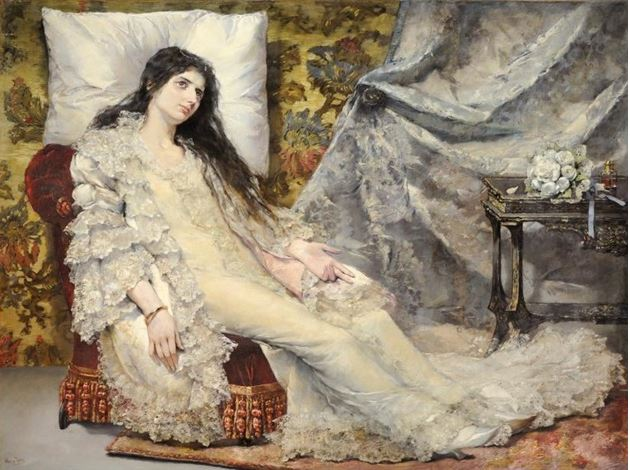
L'actrice est réputée pour ses scènes finales d'agonies tragiques, comme dans La Dame aux camélias (peinture vers 1890).

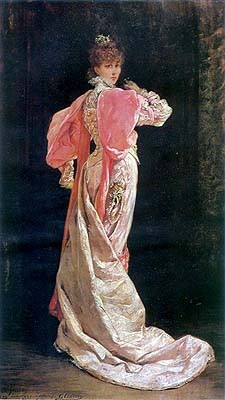
Georges Clairin, Sarah Bernhardt dans le rôle de la reine dans Ruy Blas, 1897, Paris, bibliothèque-musée de la Comédie-Française.

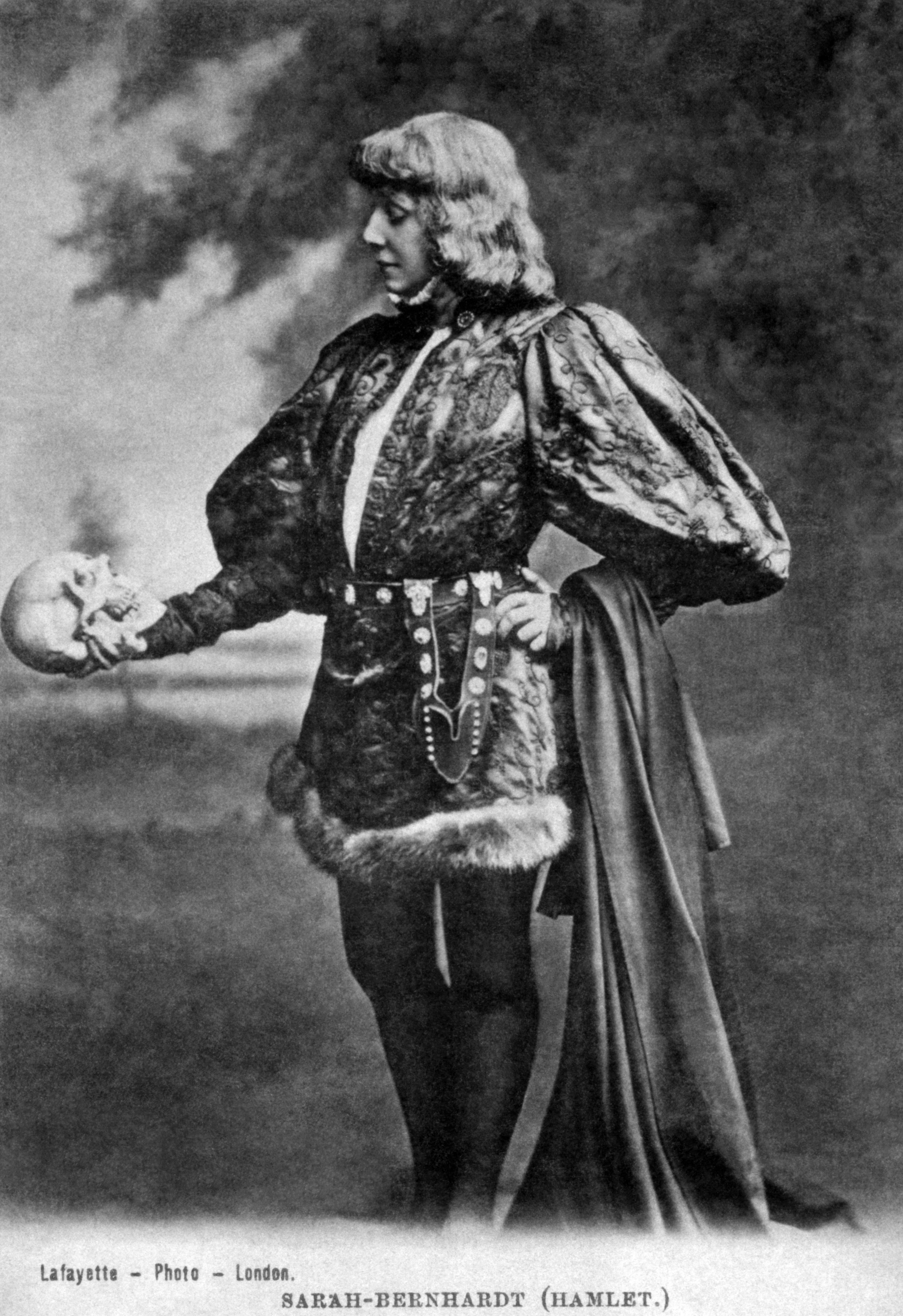
Dans Hamlet, 1899.

- 1862 : Iphigénie de Racine, Comédie-Française : Iphigénie
- 1862 : Valérie d'Eugène Scribe
- 1862 : Les Femmes savantes de Molière
- 1864 : Un mari qui lance sa femme d'Eugène Labiche et Raymond Deslandes : la princesse Douchinka
- 1866 : La Biche aux bois de Théodore Cogniard et Hippolyte Cogniard, théâtre de la Porte-Saint-Martin
- 1866 : Phèdre de Racine : Aricie
- 1866 : Le Jeu de l'amour et du hasard de Marivaux : Silvia
- 1867 : Les Femmes savantes de Molière : Armande
- 1867 : Le Marquis de Villemer de George Sand
- 1867 : François le Champi de George Sand, théâtre de l'Odéon : Mariette
- 1868 : Kean de Dumas père : Anna Damby
- 1869 : Le Passant de François Coppée, théâtre de l'Odéon : Zanetto le troubadour (son premier grand succès)
- 1870 : L'Autre de George Sand
- 1871 : Jeanne-Marie d'André Theuriet
- 1871 : Fais ce que dois de François Coppée
- 1871 : La Baronne d'Édouard Foussier et Charles Edmond
- 1871 : La Princesse Georges d'Alexandre Dumas fils
- 1872 : Mademoiselle Aïssé de Louis Bouilhet
- 1872 : Ruy Blas de Victor Hugo : Doña Maria de Neubourg, reine d'Espagne
- 1872 : Mademoiselle de Belle-Isle d'Alexandre Dumas : Gabrielle
- 1872 : Britannicus de Racine, Comédie-Française : Junie
- 1872 : Le Mariage de Figaro de Beaumarchais, Comédie-Française : Chérubin
- 1872 : Mademoiselle de la Seiglière de Jules Sandeau, Comédie-Française
- 1873 : Dalila d'Octave Feuillet, Comédie-Française : la princesse Falconieri
- 1873 : Chez l'avocat de Paul Ferrier, Comédie-Française
- 1873 : Andromaque de Racine, Comédie-Française : Andromaque
- 1873 : Phèdre de Racine, Comédie-Française : Aricie
- 1873 : Le Sphinx d'Octave Feuillet, Comédie-Française
- 1874 : Zaïre de Voltaire, Comédie-Française
- 1874 : Phèdre de Racine, Comédie-Française : Phèdre
- 1875 : La Fille de Roland d'Henri de Bornier, Comédie-Française
- 1876 : L'Étrangère d'Alexandre Dumas fils, Comédie-Française : Mrs Clarkson
- 1876 : La Nuit de mai d'Alfred de Musset, Comédie-Française : la Muse
- 1876 : Rome Vaincue d'Alexandre Parodi, Comédie-Française : Posthumia l'aveugle
- 1877 : Hernani de Victor Hugo, Comédie-Française : Doña Sol
- 1879 : Mithridate de Racine, Comédie-Française : Monime
- 1879 : Phèdre de Racine, Comédie-Française : Phèdre
- 1880 : L'Aventurière d'Émile Augier, Comédie-Française
- 1880 : Froufrou d'Henri Meilhac et Ludovic Halévy, théâtre de la Porte-Saint-Martin
- 1880 : Adrienne Lecouvreur d'Ernest Legouvé et Eugène Scribe, théâtre de la Gaîté-Lyrique
- 1880 : La Dame aux camélias d'Alexandre Dumas fils, théâtre de la Gaîté-Lyrique : Marguerite Gautier
- 1882 : Fédora de Victorien Sardou, théâtre du Vaudeville
- 1883 : Pierrot assassin de Jean Richepin, Palais du Trocadéro : Pierrot
- 1883 : Nana Sahib de Jean Richepin, théâtre de la Porte-Saint-Martin
- 1884 : Macbeth d'après William Shakespeare, adaptation Jean Richepin, théâtre de la Porte-Saint-Martin : Lady Macbeth
- 1884 : Théodora de Victorien Sardou, théâtre de la Porte-Saint-Martin : Théodora, impératrice de Byzance
- 1885 : Marion Delorme de Victor Hugo, théâtre de la Porte-Saint-Martin
- 1886 : Hamlet adaptation Louis Cressonnois et Charles Samson d'après William Shakespeare : Hamlet
- 1887 : L'Aveu de Sarah Bernhardt
- 1887 : La Tosca de Victorien Sardou, théâtre de la Porte-Saint-Martin
- 1890 : Jeanne d'Arc de Jules Barbier, théâtre de la Porte-Saint-Martin
- 1890 : Cléopâtre de Victorien Sardou, théâtre de la Porte-Saint-Martin : Cléopâtre
- 1891 : Pauline Blanchard d'Albert Darmont
- 1891 : Léah, tournée aux États-Unis et au Royaume-Uni
- 1893 : Les Rois de Jules Lemaître, théâtre de la Renaissance
- 1893 : Phèdre de Racine, théâtre de la Renaissance
- 1894 : Izeyl d'Eugène Morand et Armand Sylvestre, musique Gabriel Pierné, théâtre de la Renaissance
- 1894 : Fédora de Victorien Sardou, théâtre de la Renaissance
- 1894 : Gismonda de Victorien Sardou, théâtre de la Renaissance
- 1895 : Amphitryon de Molière
- 1895 : Magda d'après Heimat d'Hermann Sudermann
- 1895 : La Princesse lointaine d'Edmond Rostand, théâtre de la Renaissance
- 1896 : La Dame aux camélias d'Alexandre Dumas fils, théâtre de la Renaissance
- 1896 : Lorenzaccio d'Alfred de Musset, théâtre de la Renaissance : Lorenzaccio
- 1897 : La Tosca de Victorien Sardou, théâtre de la Renaissance
- 1897 : Spiritisme de Victorien Sardou, théâtre de la Renaissance
- 1897 : La Samaritaine d'Edmond Rostand, théâtre de la Renaissance
- 1897 : Les Mauvais Bergers d'Octave Mirbeau
- 1898 : L'Affranchie de Maurice Donnay, théâtre de la Renaissance
- 1898 : Lysiane de Romain Coolus, théâtre de la Renaissance
- 1898 : La Ville morte de Gabriele D'Annunzio
- 1898 : Médée de Catulle Mendès, théâtre de la Renaissance
- 1898 : La Dame aux camélias d'Alexandre Dumas fils
- 1899 : Hamlet de William Shakespeare : Hamlet
- 1900 : L'Aiglon d'Edmond Rostand, théâtre Sarah-Bernhardt : duc de Reichstatdt
- 1900 : Cyrano de Bergerac d'Edmond Rostand, tournée États-Unis
- 1902 : La Samaritaine d'Edmond Rostand, théâtre Sarah-Bernhardt
- 1902 : Théodora de Victorien Sardou, théâtre Sarah-Bernhardt : Théodora, impératrice de Byzance
- 1902 : Francesca da Rimini de Marion Crawford, théâtre Sarah-Bernhardt
- 1902 : Théroigne de Méricourt de Paul Hervieu, théâtre Sarah-Bernhardt
- 1903 : Andromaque de Racine, théâtre Sarah-Bernhardt : Hermione[98]
- 1903 : Werther de Pierre Decourcelle d'après Goethe, théâtre Sarah-Bernhardt
- 1903 : Circé de Charles Richet
- 1903 : La Sorcière de Victorien Sardou, théâtre Sarah-Bernhardt
- 1904 : Le Festin de la mort d'Antoine de Castellane, théâtre Sarah-Bernhardt
- 1904 : Varennes d'Henri Lavedan et G. Lenotre, théâtre Sarah-Bernhardt
- 1905 : Angelo, tyran de Padoue de Victor Hugo, théâtre Sarah-Bernhardt
- 1905 : Esther de Racine, théâtre Sarah-Bernhardt
- 1905 : Pelléas et Mélisande de Maurice Maeterlinck, Londres : Pelléas
- 1906 : La Dame de la mer d'Henrik Ibsen
- 1906 : La Vierge d'Avila de Catulle Mendès, théâtre Sarah-Bernhardt : Thérèse d'Avila
- 1907 : Les Bouffons de Miguel Zamacoïs, théâtre Sarah-Bernhardt
- 1907 : La Belle au bois dormant de Jean Richepin et Henri Cain, théâtre Sarah-Bernhardt
- 1908 : La Courtisane de Corinthe de Paul Bulhain et Michel Carré, théâtre Sarah-Bernhardt
- 1909 : La Tosca de Victorien Sardou, théâtre Sarah-Bernhardt
- 1909 : Le Procès de Jeanne d'Arc d'Émile Moreau, théâtre Sarah-Bernhardt
- 1910 : La Beffa de Jean Richepin, théâtre Sarah-Bernhardt
- 1910 : Judas de John de Kay
- 1910 : Sœur Béatrice de Maurice Maeterlinck
- 1911 : Tartuffe de Molière : Dorine
- 1912 : La Reine Elizabeth d'Émile Moreau
- 1913 : Jeanne Doré de Tristan Bernard : Jeanne Doré
- 1914 : Athalie de Racine
- 1919 : La Fée d'Alsace d'Auguste Villeroy
- 1920 : Athalie de Racine
- 1921 : La Gloire de Maurice Rostand
- 1922 : Régine Armand de Louis Verneuil
- 1922 : Daniel de Louis Verneuil
- ? : Le Roi Lear de William Shakespeare : Cordelia
- ? : Antoine et Cléopâtre de William Shakespeare : Cléopâtre

## Filmographie

### Cinéma
- 1900 : Le Duel d'Hamlet de Clément Maurice (film sonore)
- 1909 : La Tosca d'André Calmettes et Charles Le Bargy
- 1912 : La Dame aux camélias de André Calmettes et Henri Pouctal : Camille
- 1912 : La Reine Élisabeth de Louis Mercanton, Henri Desfontaines et Gaston Roudès
- 1912 : Sarah Bernhardt à Belle-Isle : elle-même
- 1913 : Adrienne Lecouvreur de Louis Mercanton et Henri Desfontaines : Adrienne Lecouvreur
- 1915 : Ceux de chez nous, documentaire de Sacha Guitry : elle-même
- 1916 : Jeanne Doré de Louis Mercanton et René Hervil
- 1917 : Mères françaises de Louis Mercanton et René Hervil : Jeanne d'Urbex, une infirmière de la Croix-Rouge
- 1919 : It Happened in Paris de David Hartford[99]
- 1924 : La Voyante de Leon Abrams (distribué après sa mort)

## Publications
- Dans les nuages - Impressions d'une chaise, éd. Charpentier, Paris, 1878, lire en ligne sur Gallica
- L'Aveu, drame en un acte en prose, 1888, lire en ligne sur Gallica
- Adrienne Lecouvreur, drame en six actes, 1907
- Sarah Bernhardt, Ma double vie : mémoires de Sarah Bernhardt, Paris, Éditions Fasquelle, 1907 (lire en ligne) - rééd. Phébus, coll. « Libretto », Paris, 2002,  (ISBN 978-2859408671)
- Un cœur d'homme sur Google Livres, pièce en quatre actes, Paris, Charpentier et Fasquelle, 1911
- Petite Idole (roman), Nilsson, Paris, 1920, lire en ligne sur Gallica
- Joli Sosie (roman), Nilsson, Paris, 1920, lire en ligne sur Gallica[100]
- L'Art du théâtre : la voix, le geste, la prononciation sur Google Livres, Paris, Nilsson, 1923

## Sculptures
- Le Fou et la Mort, statuette en bronze, Mont-de-Marsan, musée Despiau-Wlérick ; musée des Beaux-Arts de Dijon.
- Émile de Girardin, buste en bronze, Paris, musée d'Orsay.
- Louise Abbéma, buste en bronze, Paris, musée d'Orsay.
- Victorien Sardou, buste en bronze, 1900, Paris, Petit Palais[101].
- Après la Tempête, vers 1876, groupe en marbre blanc, Washington, National Museum of Women in the Arts.

## Peinture
- La Jeune Fille et la Mort, Salon de 1880, localisation inconnue.

## Musée Sarah-Bernhardt à Belle-île-en-Mer

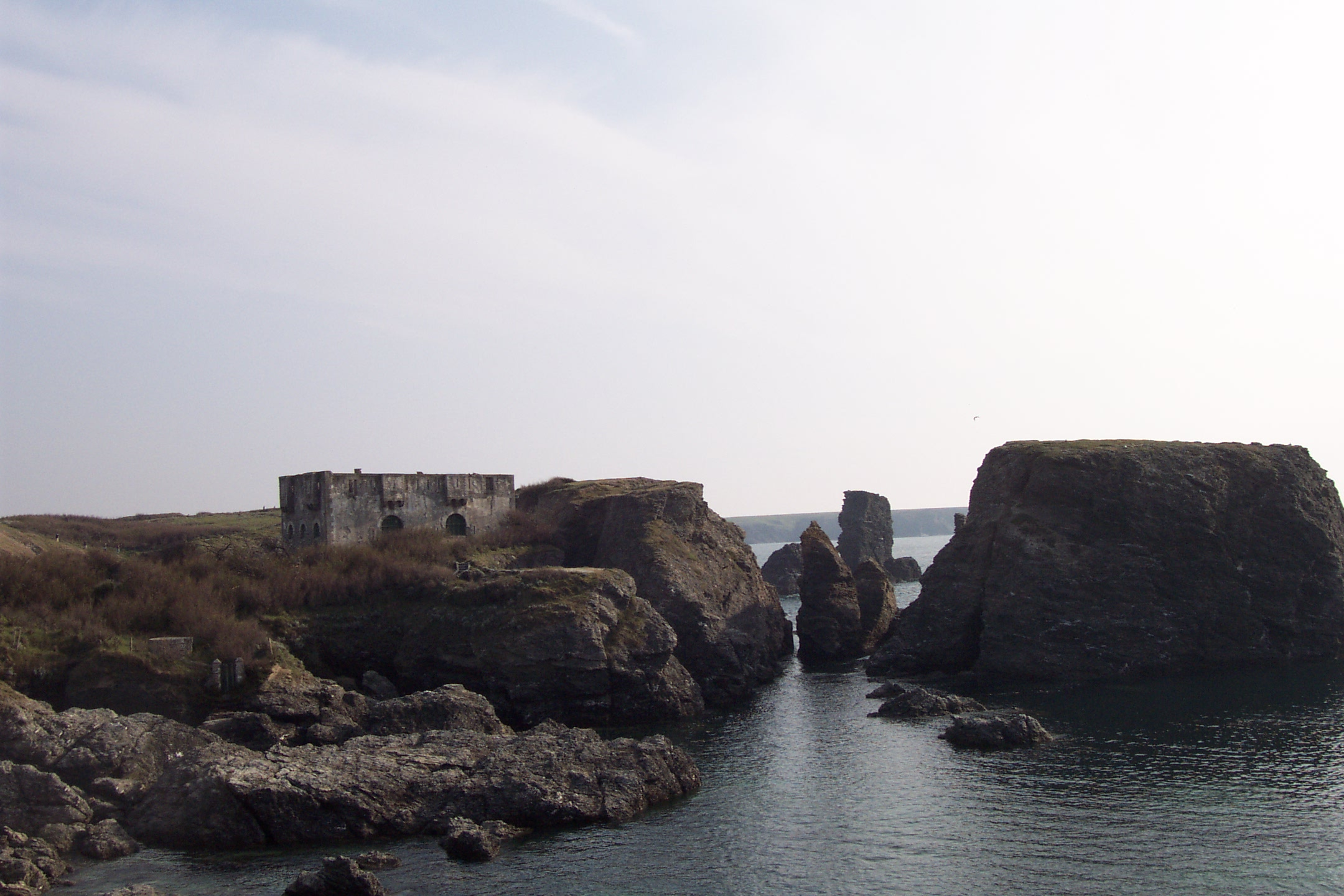
Fort à la pointe des Poulains à Belle-Île-en-Mer, acquis par le Conservatoire du littoral et transformé en musée.

À la pointe des Poulains (Belle-Île-en-Mer), le fort, la villa Lysiane et la villa Les Cinq Parties du monde sont désormais accessibles[Depuis quand ?] au public comme Espace muséographique Sarah-Bernhardt. Les demeures de la tragédienne sont réaménagées dans leur décor du début du XXe siècle.

## Demeures de Sarah à Paris

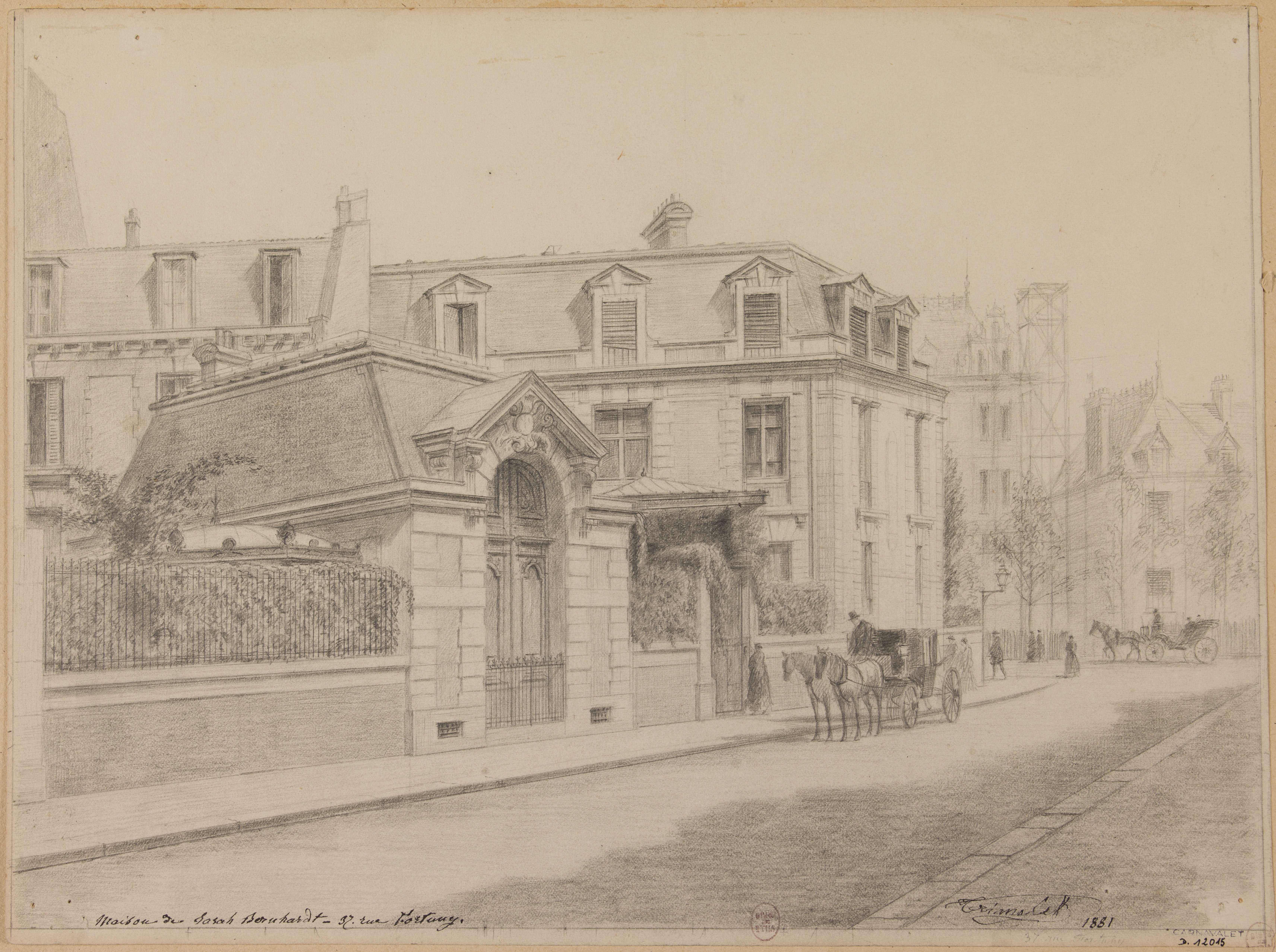
À droite l'hôtel de Sarah, rue Fortuny (disparu). À gauche son atelier de sculpture (disparu). Dessin de Trimolet, 1881 (musée Carnavalet).

- Chez sa mère, au 265, rue Saint-Honoré (selon ses Mémoires).
- Rue Duphot (selon ses Mémoires).
- 11, boulevard Malesherbes, à la naissance de son fils.
- 16, rue Auber.
- En 1870, elle loue un logement neuf au propriétaire architecte Jules Bon, au 4, rue de Rome.
- En 1875-1876, elle achète deux terrains rue Fortuny et y fait bâtir un hôtel particulier, de style Louis XIII, par l'architecte Félix Escalier. Ruinée, elle est obligée de le vendre aux enchères en 1885. L'hôtel est démoli, mais le musée Carnavalet en conserve deux dessins le représentant[103].
- Au 15, rue Saint-Georges, elle loue un hôtel meublé de 1885 à 1886 à Madame Hesse, avant de repartir en tournée.
- À partir de 1887, elle s'installe dans un hôtel au 56, boulevard Pereire, appartenant au directeur de théâtre Louis Cantin, moyennant un loyer annuel de 11 000 francs. C'est ici qu'elle meurt en 1923. L'hôtel fut démoli par la suite.

## Postérité
Le musée Carnavalet conserve une médaille en or à l'effigie de Victor Hugo, exécutée par le graveur Jules-Clément Chaplain et qui fut offerte à Sarah Bernhardt en 1911 pour la centième représentation de Lucrèce Borgia (ND 1080).
Dans Du côté de chez Swann de Marcel Proust, le narrateur, jeune, classe « par ordre de talent les [actrices] plus illustres : Sarah Bernhardt, la Berma, Bartet, Madeleine Brohan, Jeanne Samary ».

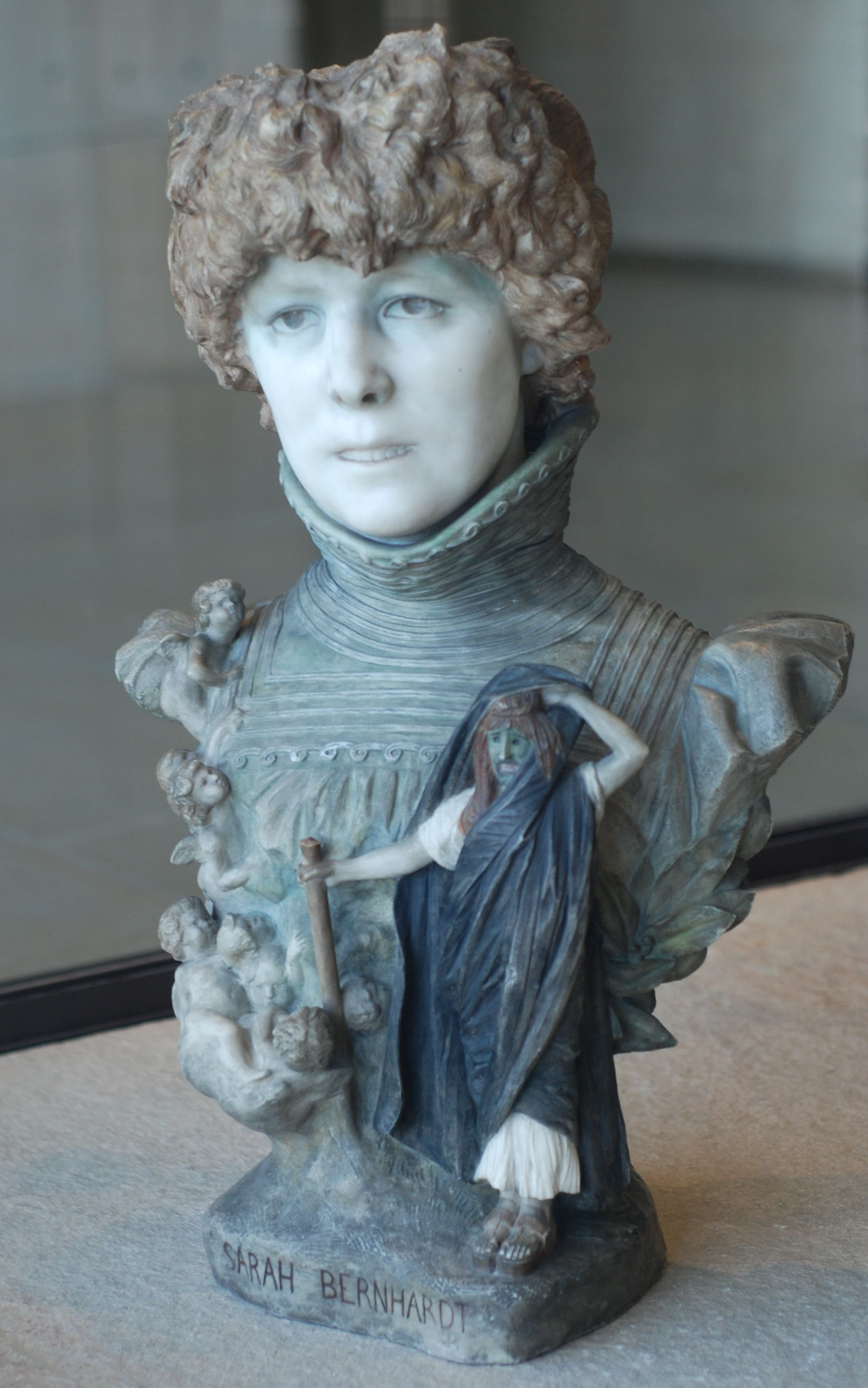
Jean-Léon Gérôme, Sarah Bernhardt, vers 1895, marbre teinté, Paris, musée d'Orsay.

### Odonymie
- Square Sarah-Bernhardt dans le 20e arrondissement de Paris.
- Square Sarah-Bernhardt à Rennes.
- Rue Sarah Bernhardt à Asnières-sur-Seine.
- Place Sarah Bernhardt à Avermes.
- Avenue Sarah Bernhardt à Velaux.
- Avenue Sarah Bernhardt à Tinqueux.
- Cratère Bernhardt sur Vénus, nommé en son honneur en 1985[105].
- L'île Sarah Bernhardt sur le Gave de Pau à Cauterets (Hautes-Pyrénées)[106].
- Rue Sarah Bernhardt à Bangor.
- Rue Sarah Bernhardt au Havre.

### Bâtiments publics
Une école Sarah-Bernhardt est située à Montpellier dans l'Hérault et à Nantes en Loire-Atlantique.
L'Espace Sarah Bernhardt est situé à Goussainville (Val-d'Oise). Il y a également un Espace Sarah-Bernhardt à Sainte-Adresse.
Le théâtre Sarah-Bernhardt, qu'elle a dirigé sous ce nom, plus tard connu sous le nom de théâtre de la Ville, reprend le nom de l'actrice en 2023.

### Hommages
- Commémorations dans le cadre du centenaire de son décès (site France-Mémoire).

#### Expositions
- « Portrait(s) de Sarah Bernhardt », Bibliothèque nationale de France, 3 octobre 2000 - 14 janvier 2001.
- « Sarah Bernhardt, monstre sacré de Jean Cocteau », Menton, 7 octobre 2017 - 15 octobre 2018.
- « Sarah Bernhardt. Et la femme créa la star », Petit Palais, 14 avril 2023 - 27 août 2023.

#### Statuaire

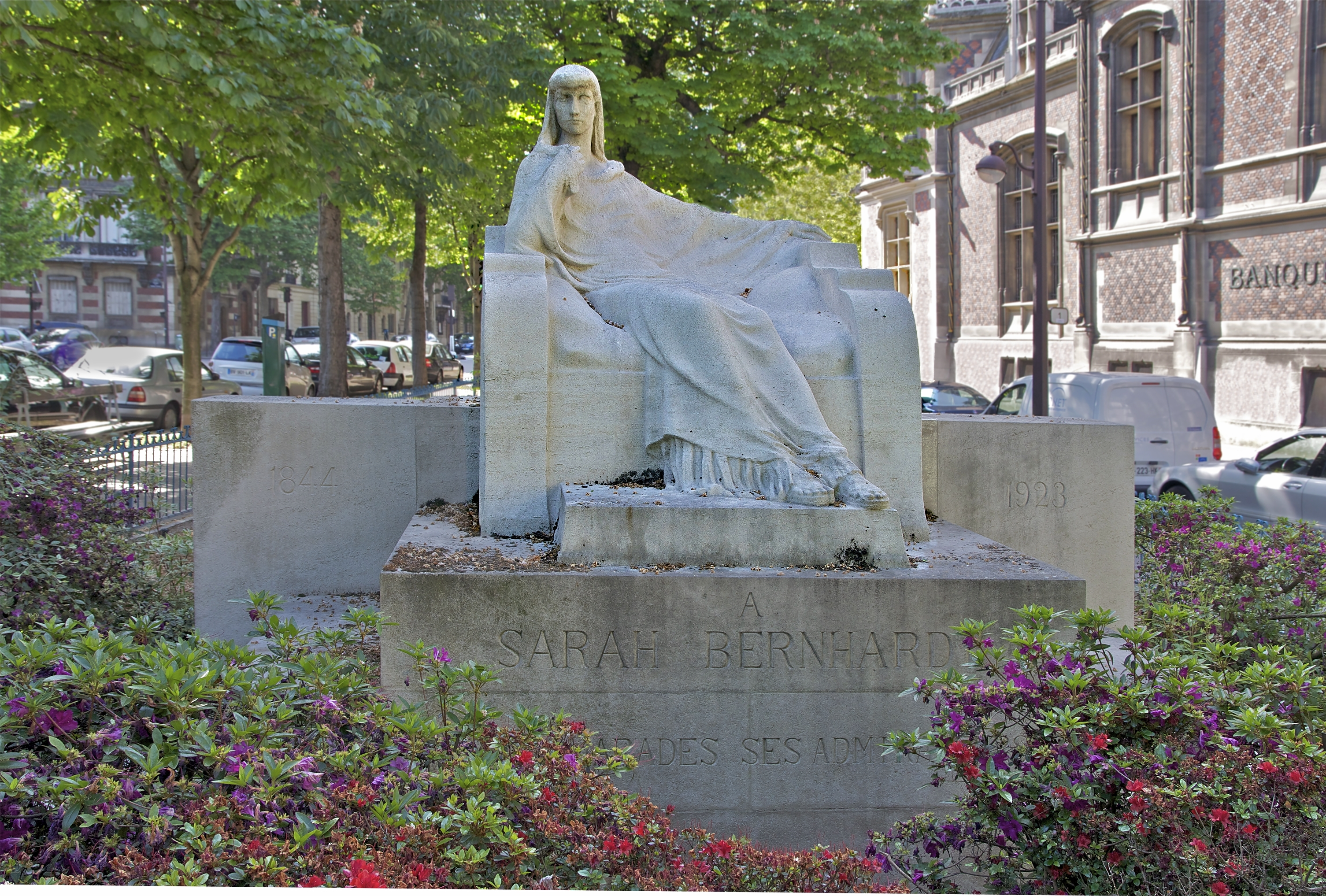
François Sicard, Monument à Sarah Bernhardt, 1926, Paris, place du Général-Catroux.

- BERTHOUD Paul-François, Buste de comédienne dit de Sarah Bernhardt, terre cuite patinée. Nemours, Château-Musée, inv. 2014.0.111[111].
- Le Monument à Sarah Bernhardt, réalisé par le sculpteur français François Sicard en 1926, est située place du Général-Catroux dans le 17e arrondissement de Paris.

#### Philatélie
Pour son centenaire, un timbre a été émis, avec retard, le 16 mai 1945,. Elle est alors en France la première actrice honorée de la sorte. Existent aussi un timbre de Cuba (1989) et un (du sesquicentenaire) de Monaco (1994).

#### Culture
Le personnage de Sarah Bernhardt apparaît dans de nombreuses œuvres de fiction de la culture populaire contemporaine.

##### En tant que personnage principal

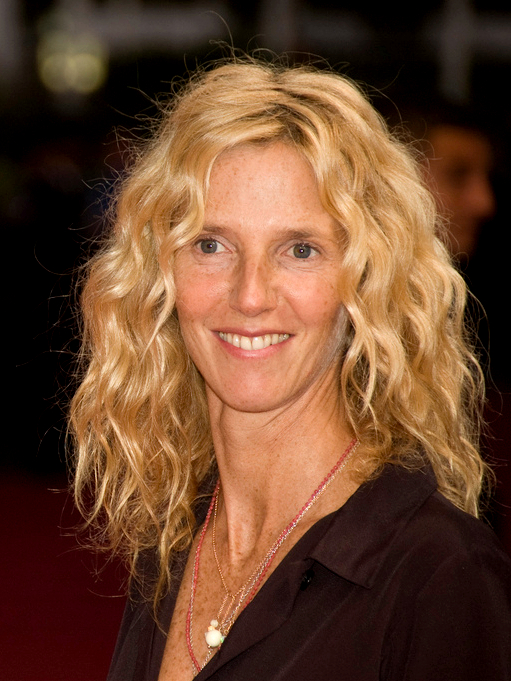
Sandrine Kiberlain incarne Sarah Bernhardt dans Sarah Bernhardt, La Divine (2024).

- La Femme divine (The Divine Woman) est un film muet américain de Victor Sjöström sorti en 1928 avec Greta Garbo.
- Glenda Jackson interprète Sarah Bernhardt dans le film de Richard Fleischer, The Incredible Sarah (1976).
- Amelia, film d'Ana Carolina Suares, Brésil, 1998, avec Béatrice Agenin dans le rôle de Sarah Bernhardt (inédit en France)[115].
- Sarah Bernhardt est le principal protagoniste de la pièce de John Murrell (en) Memoirs, traduite en français par Georges Wilson en 1982 sous le titre Sarah et le Cri de la langouste et par Éric-Emmanuel Schmitt en 2002 sous le titre Sarah ;
- Sarah Bernhardt est le personnage principal de l'album Sarah Bernhardt (1982) de la série de bandes dessinées Lucky Luke ;
- Elle est le personnage principal du téléfilm Sarah Bernhardt, une étoile en plein jour, en 2008, réalisé par Laurent Jaoui et interprété par Ludmila Mikaël ;
- Sarah Bernhardt est le personnage principal de l'album de bande dessinée Divine, vie(s) de Sarah Bernhardt (2020) de Marie Avril et Eddy Simon aux éditions Futuropolis ;
- Sarah Bernhardt, La Divine, film français de Guillaume Nicloux sorti en 2024. Biopic avec Sandrine Kiberlain dans le rôle principal.
- L'extraordinaire destinée de Sarah Bernhardt, pièce de théâtre avec musique créée en 2024. Écrite et mise en scène par Géraldine Martineau, avec Estelle Meyer dans le rôle-titre[116].

##### Autres évocations
- Le film Hibernatus la cite : le personnage qui joue le professeur Loriebat se réveille et le médecin à son chevet lui dit : « Nous sommes en 1905, Sarah Bernhardt a eu hier soir un triomphe dans L'Aiglon et M. Loubet est toujours président ».
- Dans le film Fitzcarraldo de Werner Herzog (1982), Jean-Claude Dreyfus qui interprète un chanteur d'opéra, est crédité en tant que Sarah Bernhardt au générique[117],[118] malgré la différence de carrure. Sarah Bernhardt mesurait 1m54 (selon son passeport)[119].
- Dans le film Le Fabuleux Destin d'Amélie Poulain, des images d'archives montrent les funérailles et la tombe de Sarah Bernhardt.
- Le film The Doors montre la tombe de l'actrice au cimetière du Père Lachaise.
- Dans Ève de Joseph L. Mankiewicz, le personnage de Bill cite le nom de Sarah Bernhardt dans un dialogue sur le théâtre.
- Dans Pension d'artistes, une chaise où s'est assise Sarah Bernhardt est un élément de décor et d'histoire.
- Un des personnages de La Divine Illusion, pièce de Michel Marc Bouchard (2015), est Sarah Bernhardt[120].
- Un des personnages d'Edmond de Alexis Michalik est Sarah Bernhardt.
- Un des personnages de la pièce de théâtre Les Vibrants de Aïda Asgharzadeh est Sarah Bernhardt[121].
- Dans la série Guyane, la mine mythique porte son nom[122].
- Elle apparaît également en tant que personnage important dans le film d'animation Dilili à Paris, dans lequel elle aide son amie, la petite Dilili à atteindre des objectifs.
- Sarah Bernhardt est également présente dans le jeu vidéo The Invisible Hours.

### Documentaire
En 2013, un documentaire-fiction, intitulé Sarah Bernhardt, sa vie, ses folies, réalisé par Dominique Leeb, lui est consacré dans le cadre de l'émission Secrets d'Histoire.
En 2022 Aurine Crémieu réalise le documentaire Sarah Bernhardt - Pionnière du show business rediffusé sur Arte le 21 juillet 2024.

### Portraits

Portraits photographiques
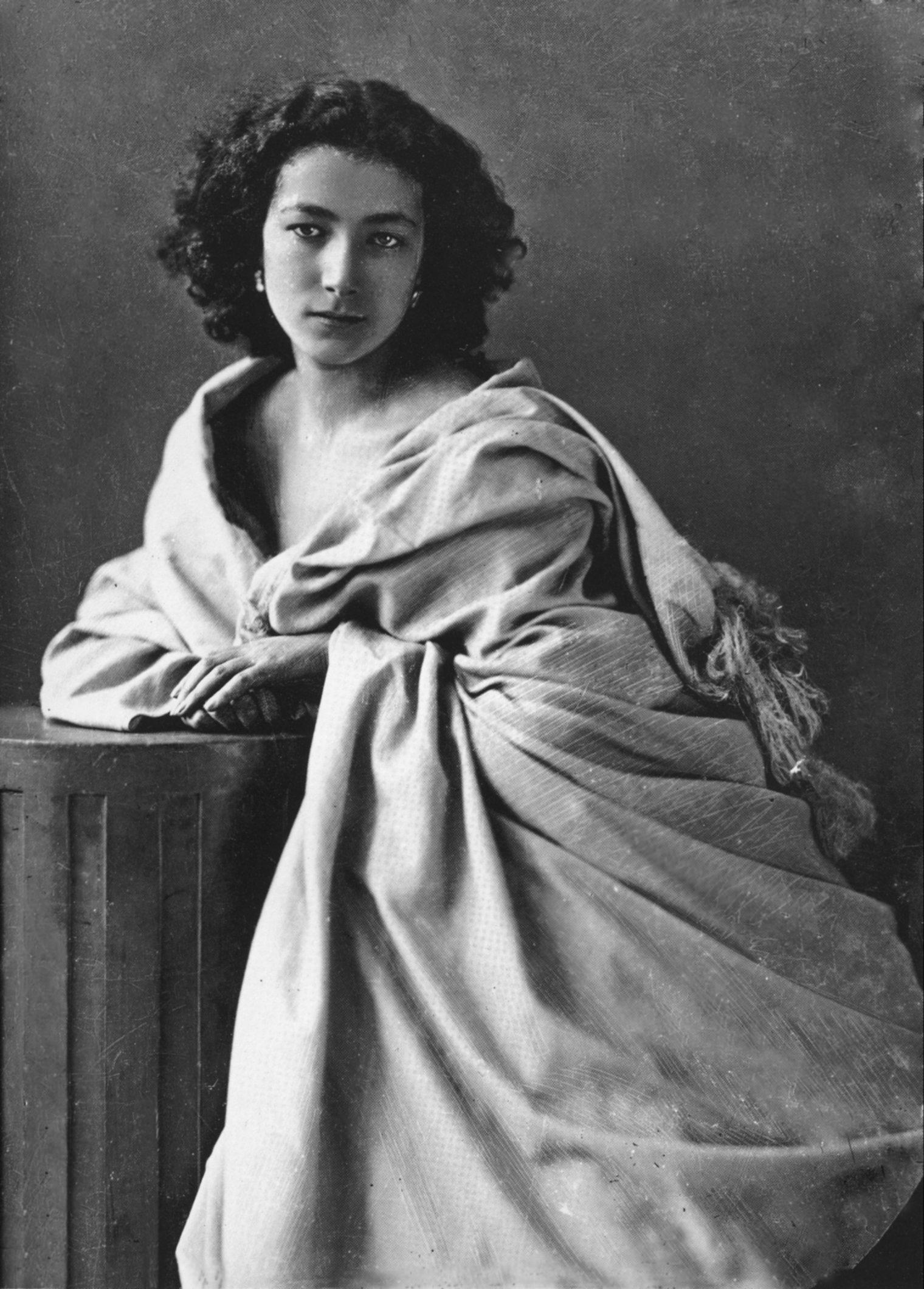
Par Nadar, 1864.
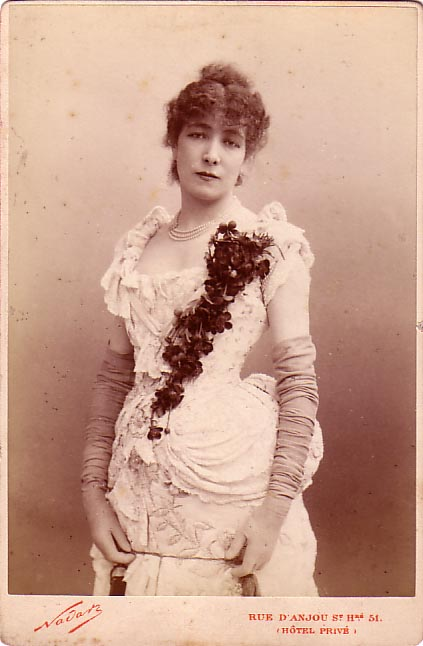
Par Nadar, s.d.
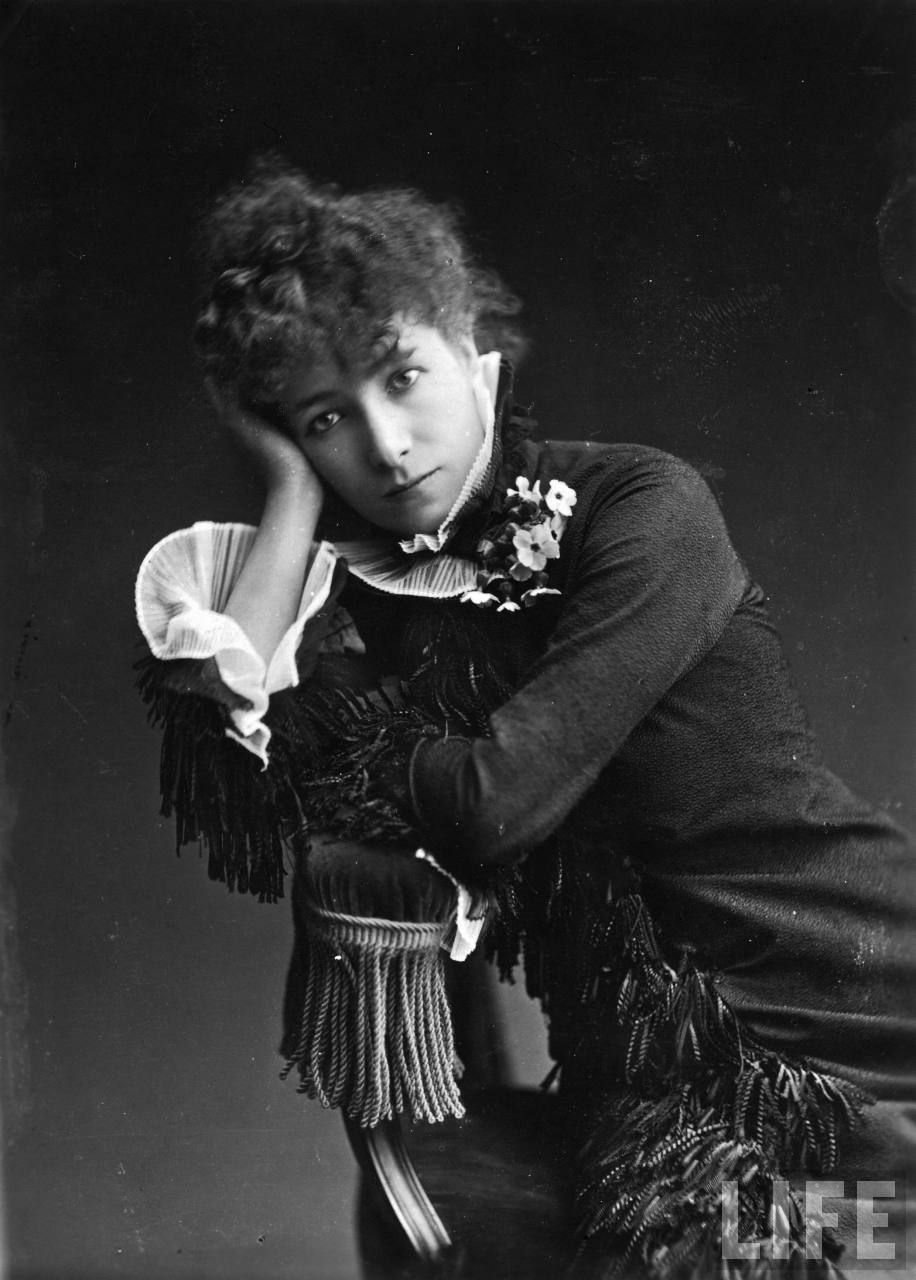
Par Paul Nadar, 1878.
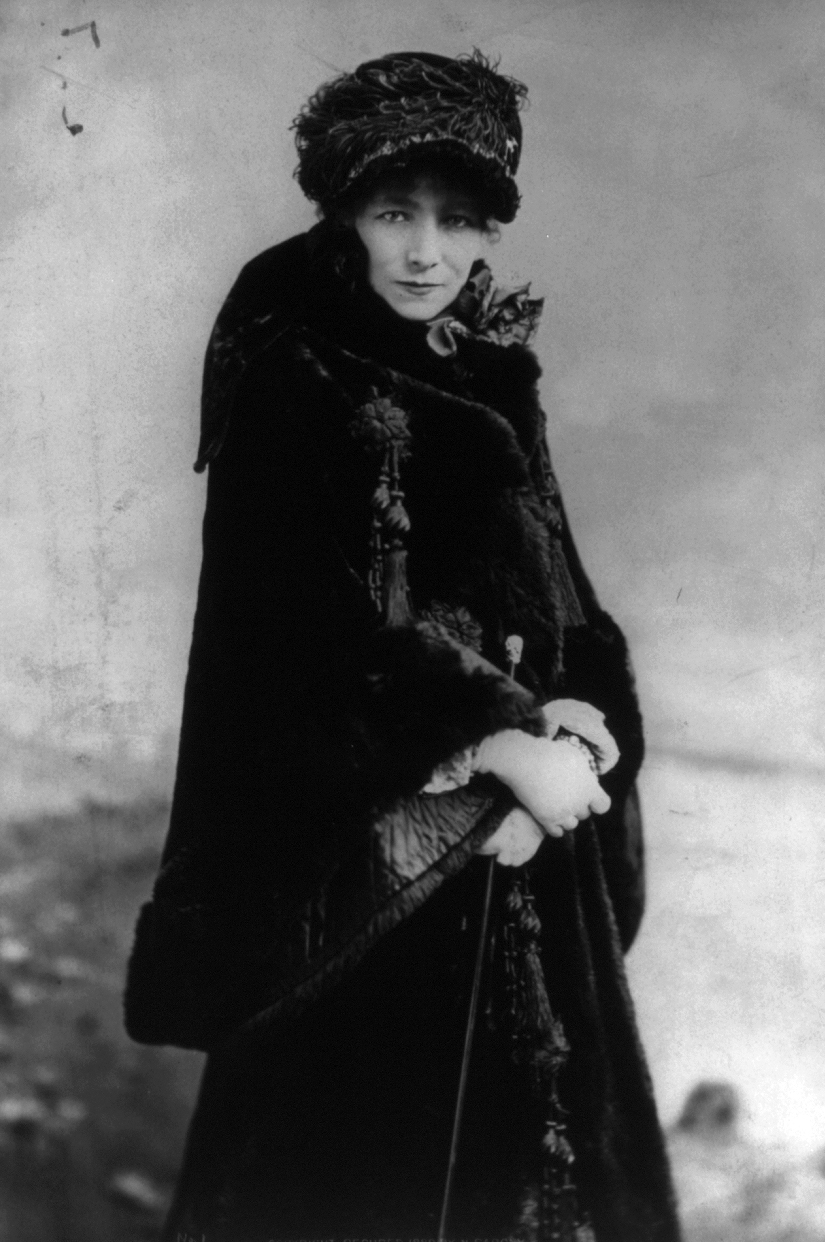
Par Napoléon Sarony, 1880.
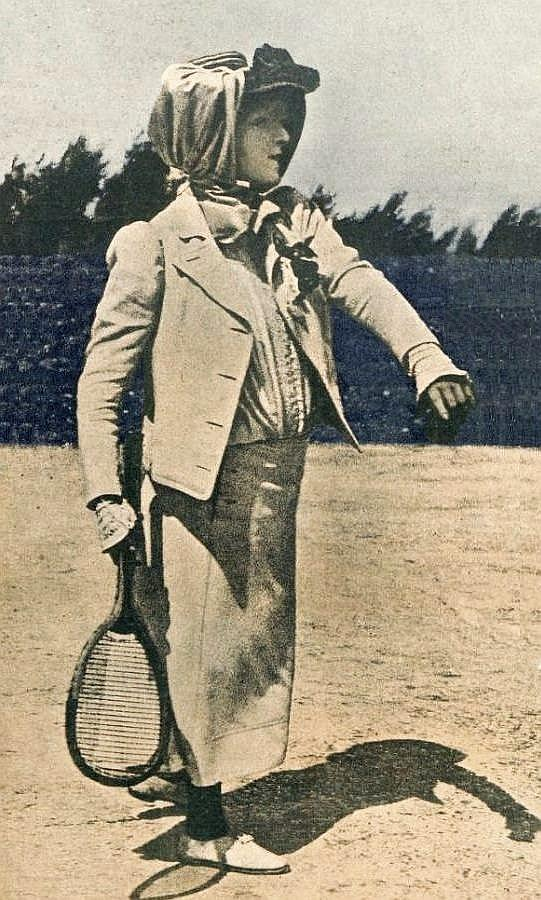
Sarah Bernard en joueuse de tennis, 1905.
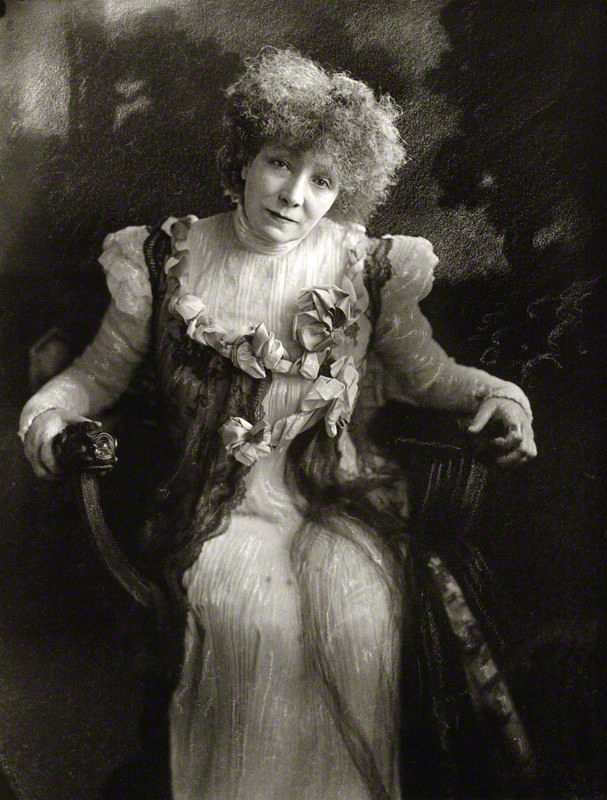
Par Henry Walter Barnett (en), 1910.
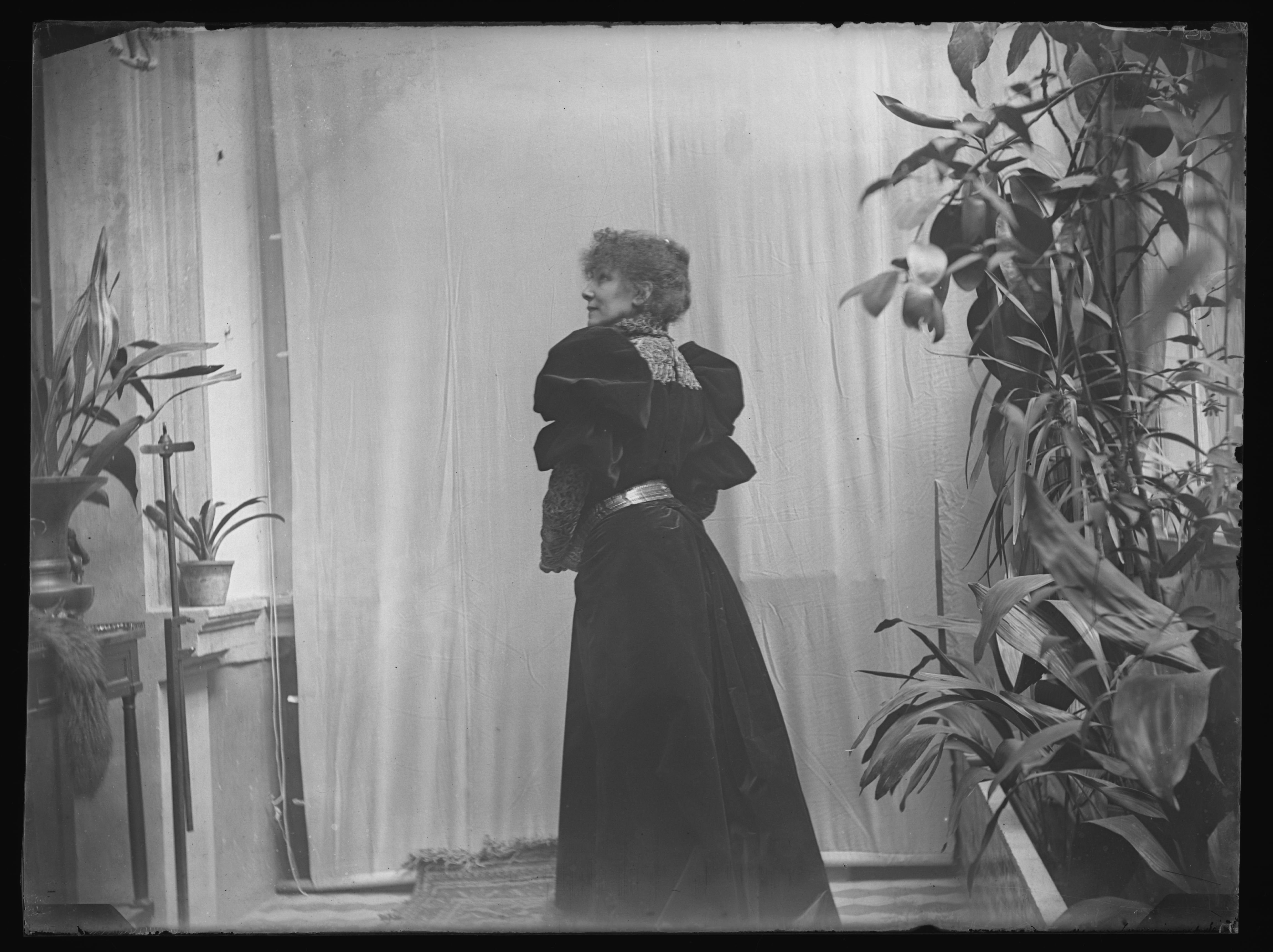
Par Gabrielle Hébert, 1893, Musée Hébert

Portraits peints
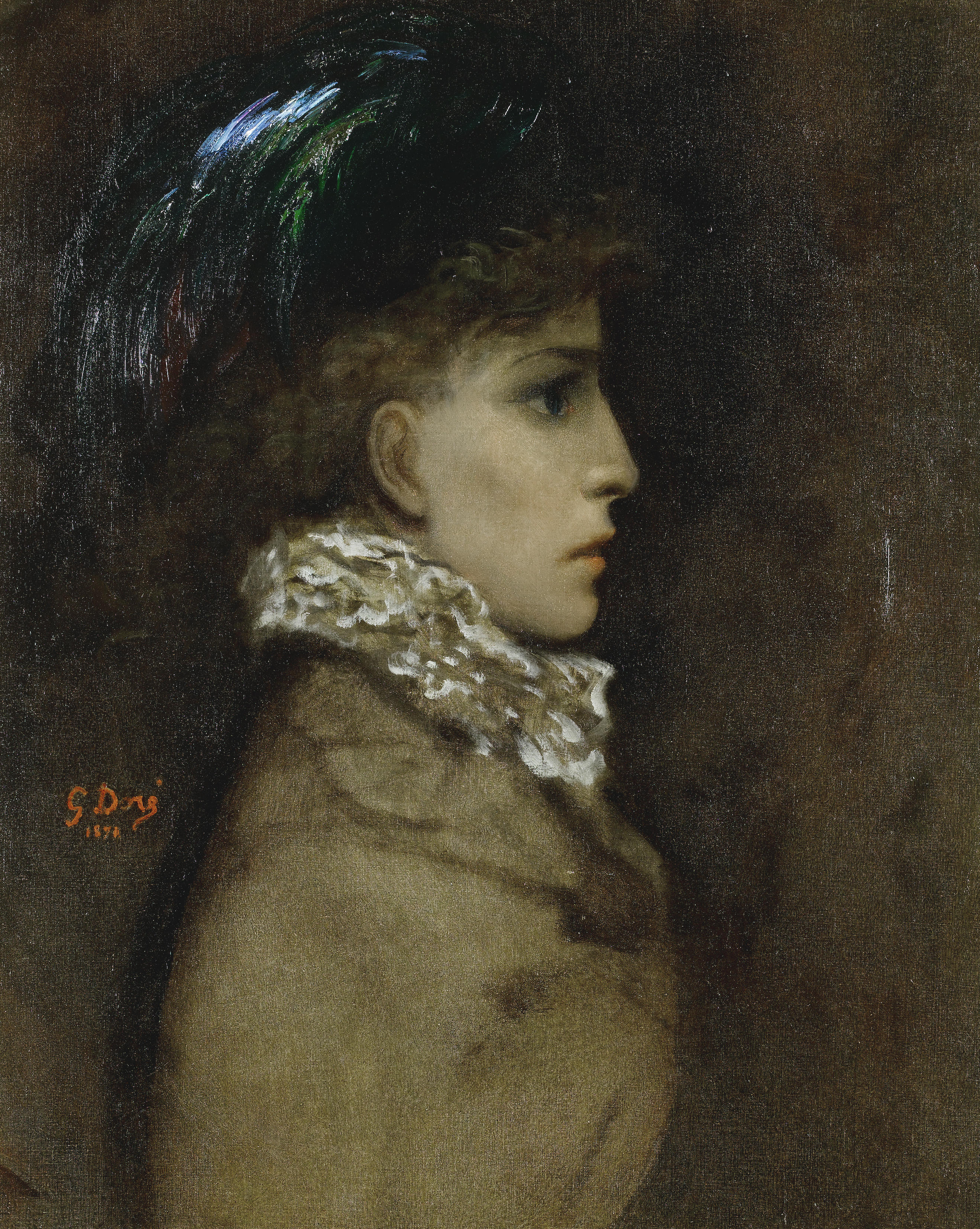
Par Gustave Doré, 1870, localisation inconnue.
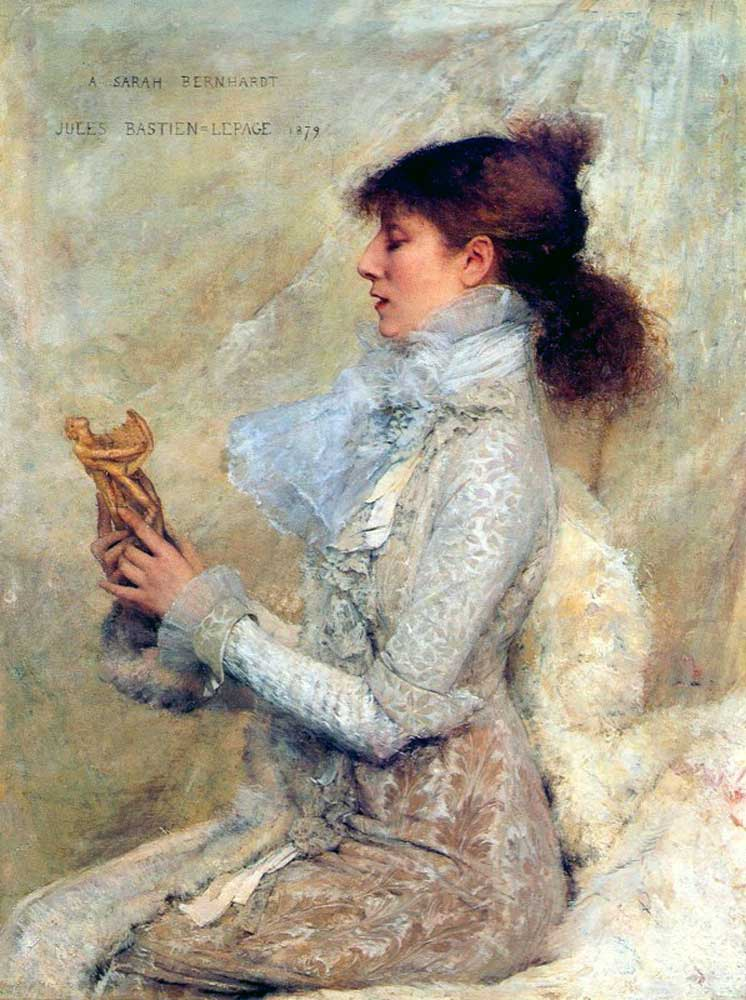
Par Jules Bastien-Lepage, 1879 Collection privée, Vente Christie's 2022
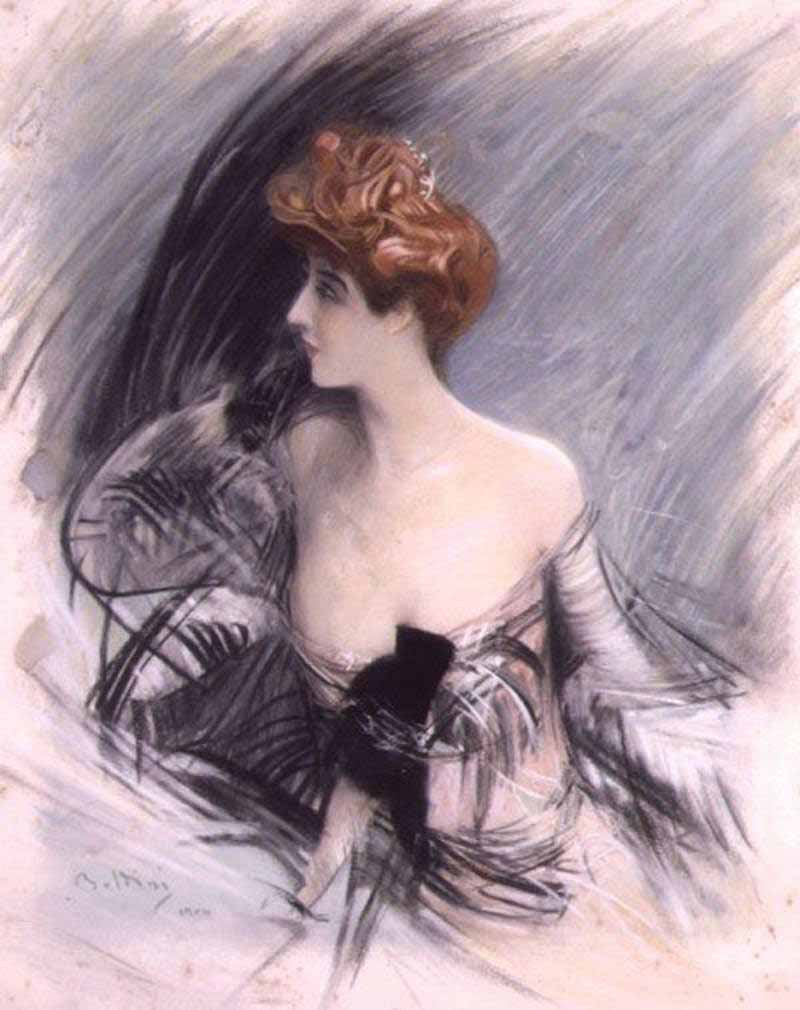
Portrait présumé par Giovanni Boldini, vers 1880, localisation inconnue.
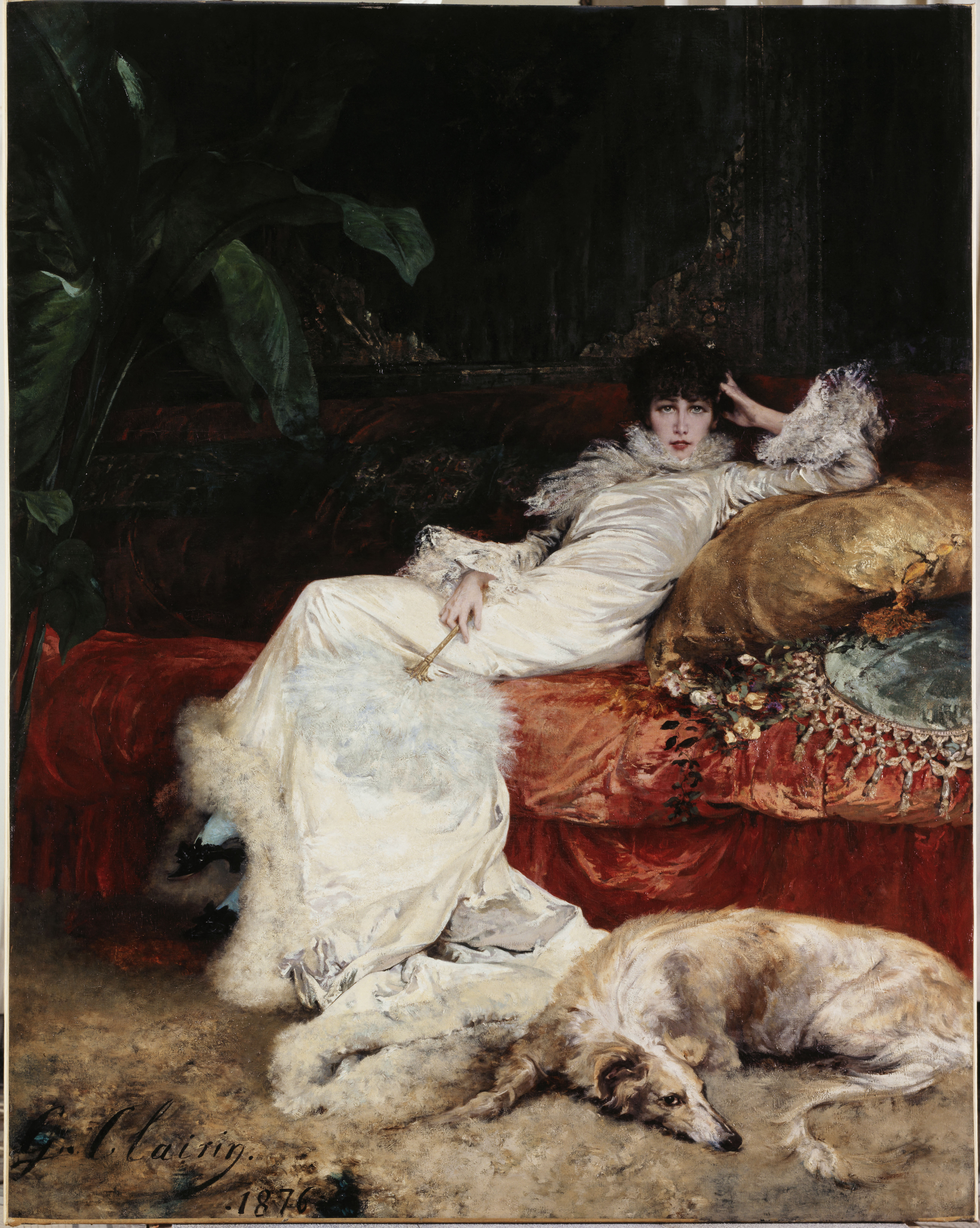
Portrait de Sarah Bernhardt par son ami et amant Clairin, 1876[125].
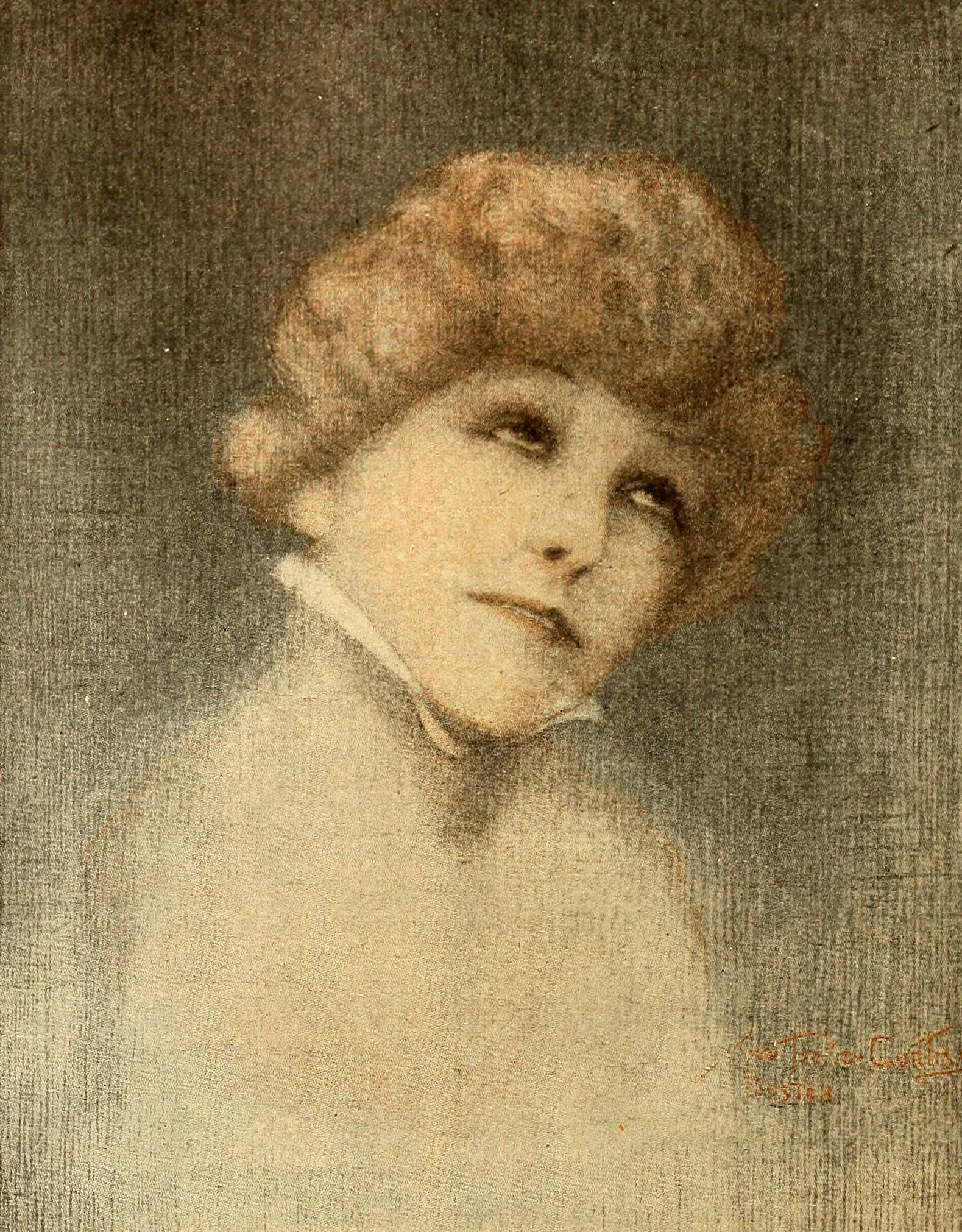
Illustration d'un article de Sarah Bernhardt paru dans Harper's Bazaar, 1918.

Affiches
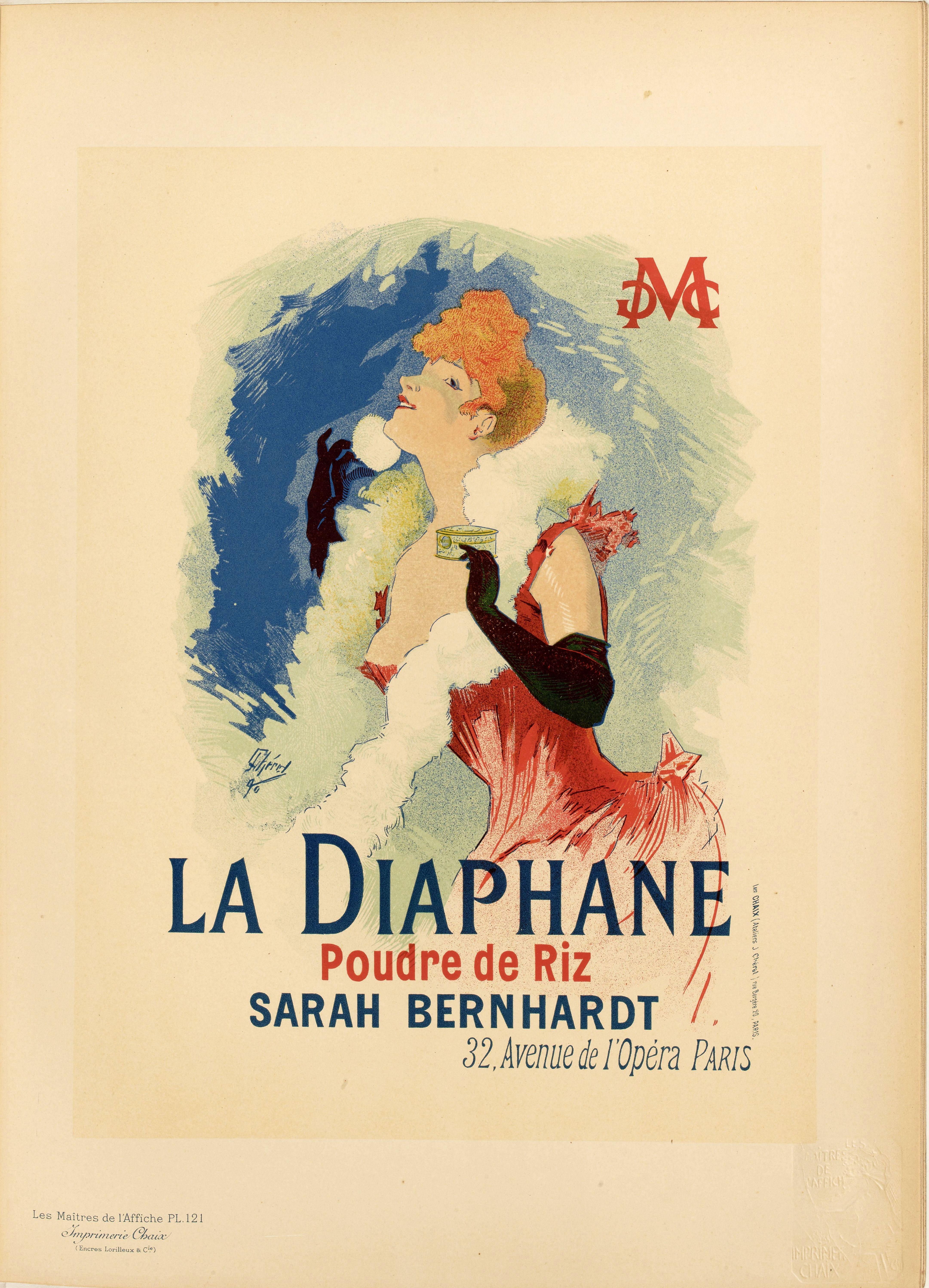
Affiche de Jules Chéret.
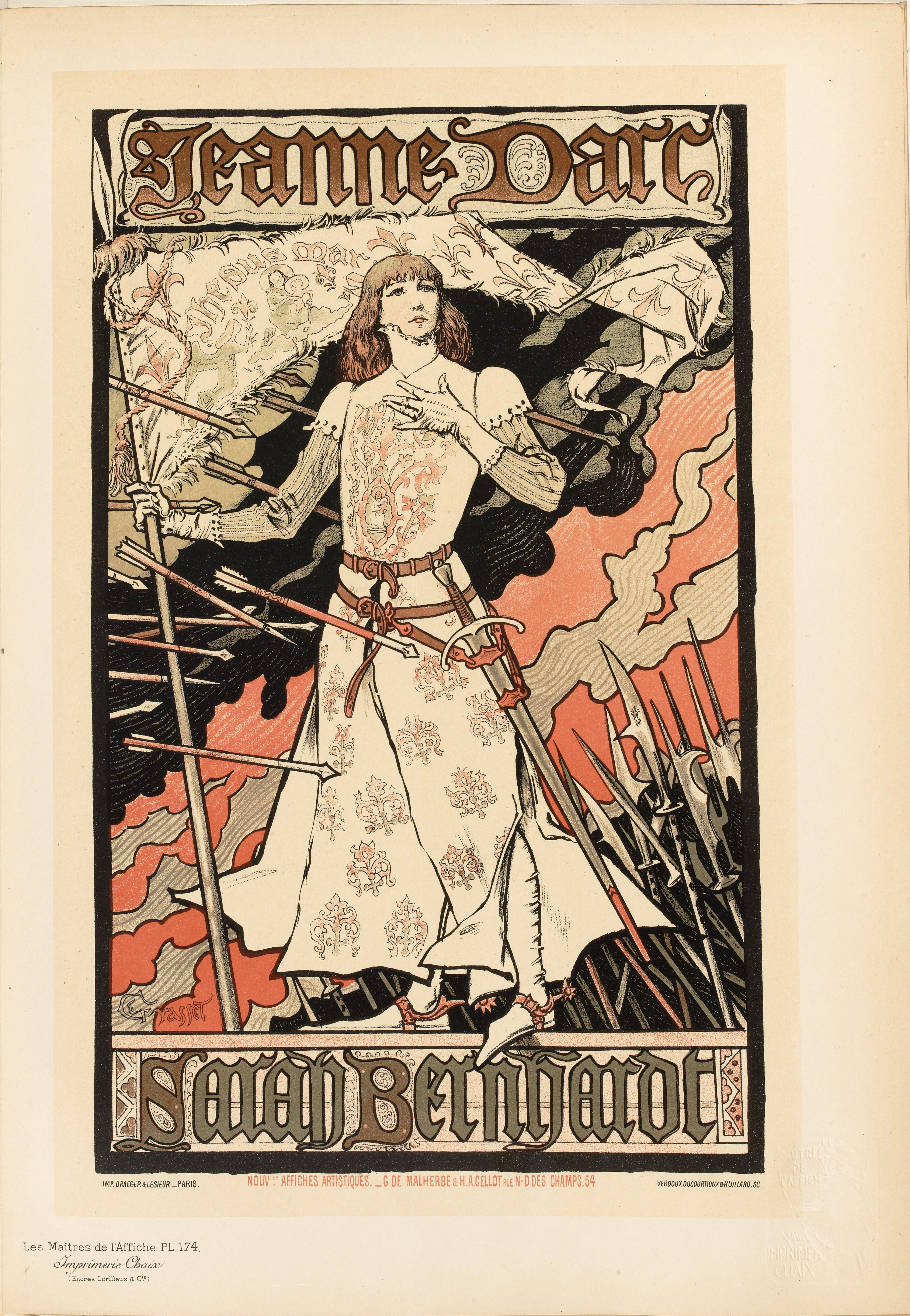
Affiche par Eugène Grasset.
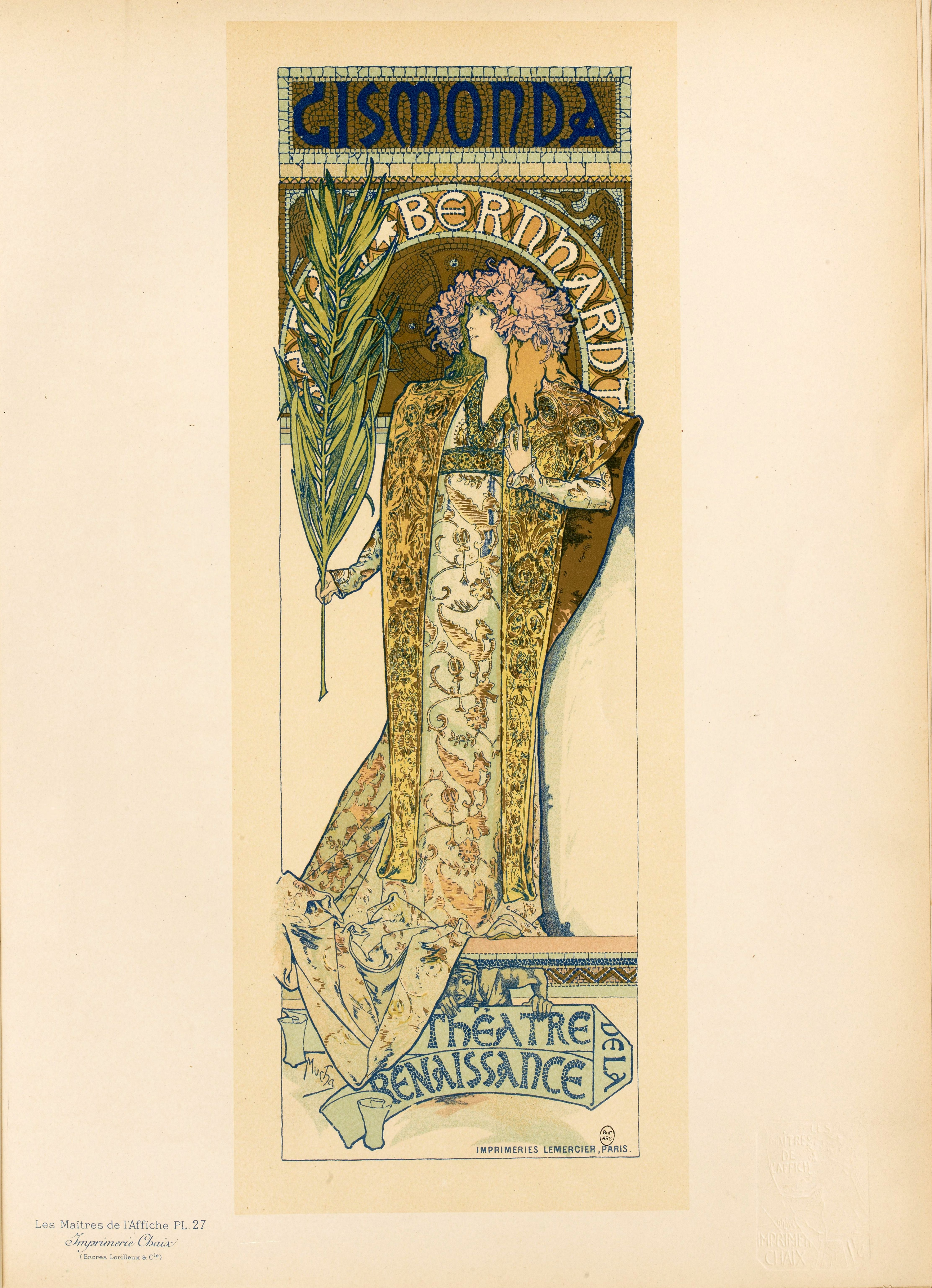
Affiche par Alfons Mucha.
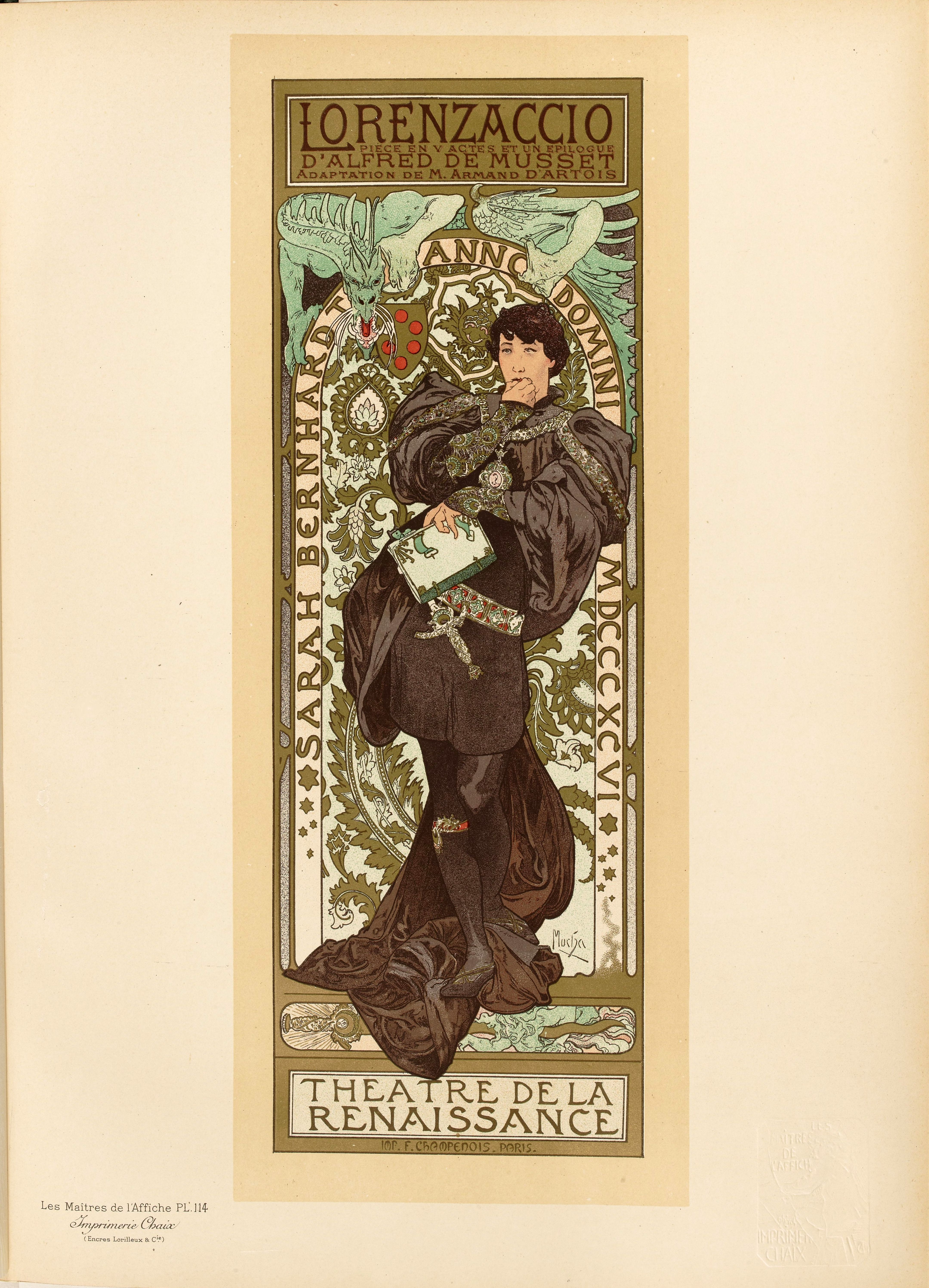
Affiche par Alfons Mucha.
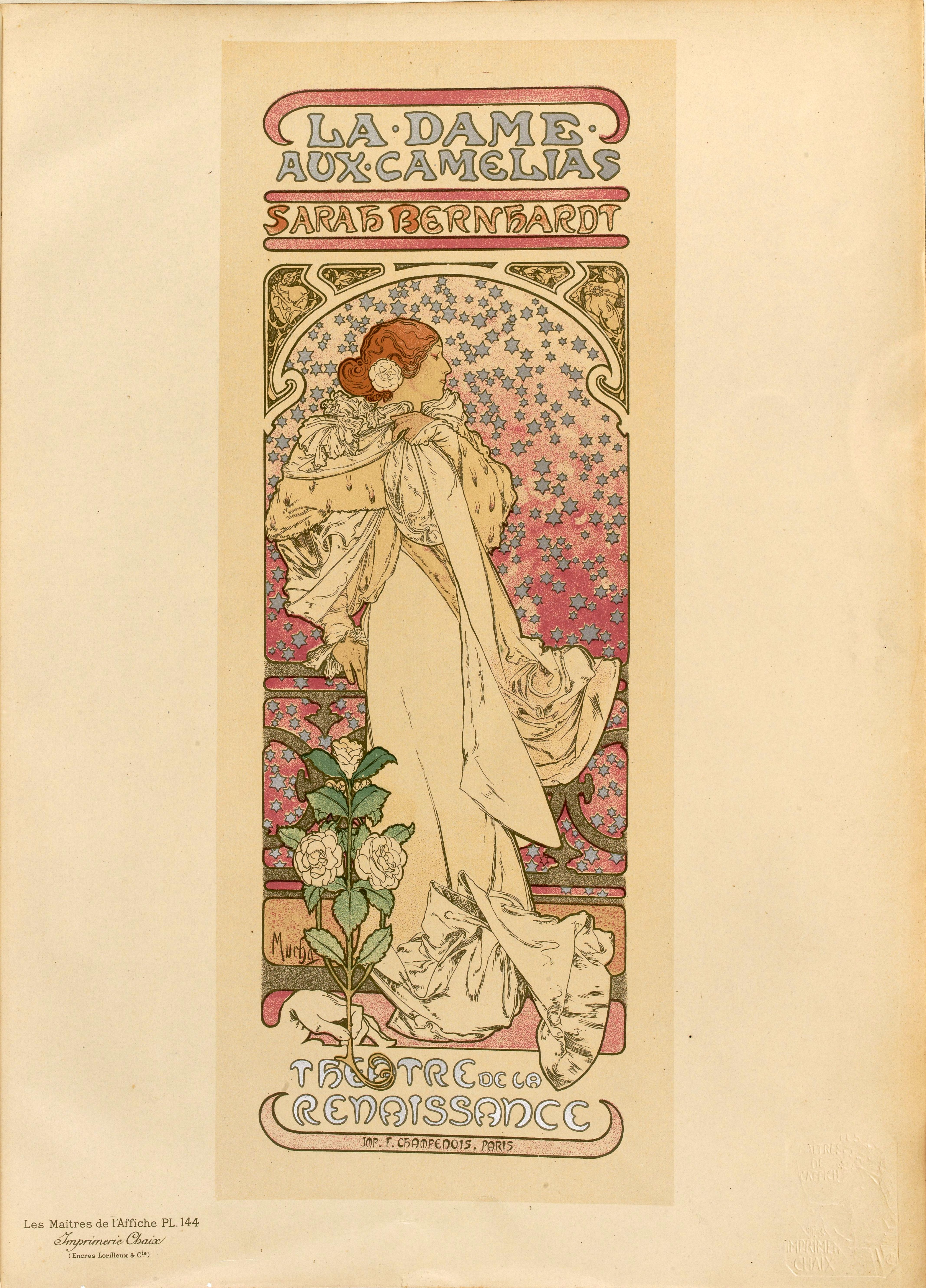
Affiche par Alfons Mucha.
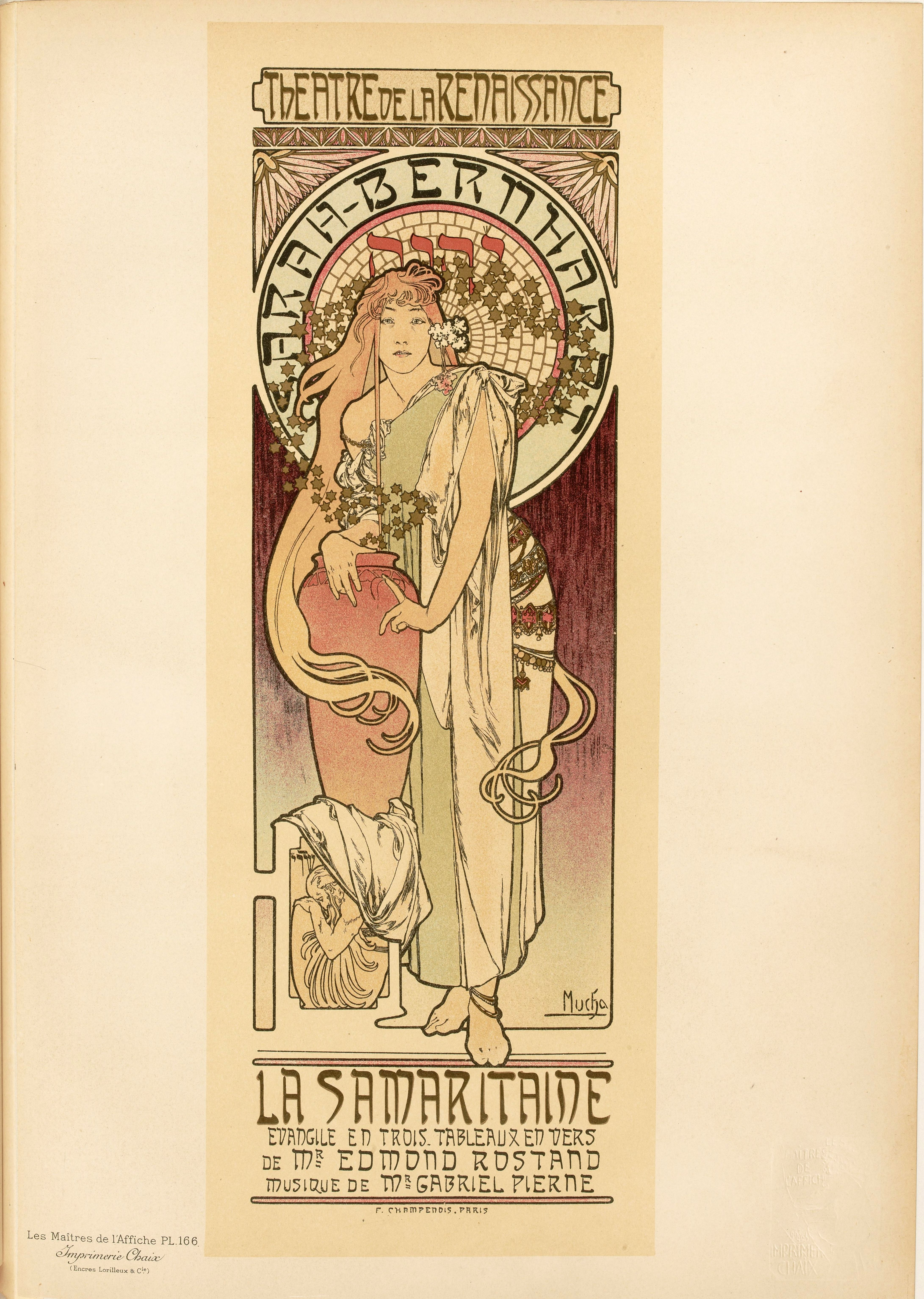
Affiche par Alfons Mucha.